# Bangkok
Bangkok (thailändisch กรุงเทพมหานคร, Krung Thep Maha Nakhon, [kruŋ tʰêːp máʔhǎː náʔkʰɔːn], anhörenⓘ; kurz กรุงเทพฯ, Krung Thep, [kruŋ tʰêːp]; historische Schreibung zum Teil auch Bankok) ist seit 1782 die Hauptstadt des Königreichs Thailand. Sie hat einen Sonderverwaltungsstatus und wird von einem Gouverneur regiert. Die Hauptstadt hat 10.539.000 Einwohner (Stand 2020) und ist die mit Abstand größte Stadt des Landes. In der Bangkok Metropolitan Region (BMR), der größten Metropolregion in Thailand, leben insgesamt 14.626.225 Menschen (Stand 2020).
Die Stadt ist das politische, wirtschaftliche und kulturelle Zentrum Thailands mit Universitäten, Hochschulen, Palästen und über 400 Wats (buddhistische Tempelanlagen und Klöster) sowie wichtigster Verkehrsknotenpunkt des Landes. In Bangkok ist auch die Wirtschafts- und Sozialkommission für Asien und den Pazifik (UNESCAP) beheimatet. Mit mehr als 17 Millionen ausländischen Touristen war Bangkok im Jahr 2013 die meistbesuchte Stadt der Welt. Seitdem belegt Bangkok einen der beiden ersten Plätze, wobei je nach Zählweise und Jahr entweder London oder Hongkong den anderen Platz belegen.
Die Zeit zu UTC beträgt +7 Stunden. Der Zeitunterschied zu Mitteleuropa beträgt +6 Stunden im Winter und +5 Stunden im Sommer, da es in Thailand keine Sommerzeit gibt.

## Name der Stadt

Der offizielle Name Bangkoks in thailändischer und lateinischer Schrift

Der zeremonielle Name der Stadt Bangkok in Thai lautet in transkribierter Form Krung Thep Maha Nakhon Amon Rattanakosin Mahinthara Ayuthaya Mahadilok Phop Noppharat Ratchathani Burirom Udom Ratchaniwet Maha Sathan Amon Piman Awatan Sathit Sakkathattiya Witsanukam Prasit (anhörenⓘ). Es ist die alte Thai-Bezeichnung der Stadt und mit 168 lateinischen Buchstaben der längste Ortsname einer Hauptstadt weltweit.
In thailändischer Schrift lautet der Name (139 Zeichen ohne Leerzeichen):

„กรุงเทพมหานคร อมรรัตนโกสินทร์ มหินทรายุธยามหาดิลก ภพนพรัตน์ราชธานีบุรีรมย์ อุดมราชนิเวศน์ มหาสถานอมรพิมาน อวตารสถิต สักกะทัตติยะ วิษณุกรรมประสิทธิ์“

„Stadt der Devas, große Stadt [und] Residenz des heiligen Juwels Indras [Smaragd-Buddha], uneinnehmbare Stadt des Gottes, große Hauptstadt der Welt, geschmückt mit neun wertvollen Edelsteinen, reich an gewaltigen königlichen Palästen, die dem himmlischen Heim des wiedergeborenen Gottes gleichen, Stadt, die von Indra geschenkt und von Vishvakarman gebaut wurde.“

Devas (thailändisch Thep) sind in der hinduistischen Mythologie eine Kategorie von 33 göttlichen Wesen, die gemeinsam mit dem Gott Indra den Himmel auf der Spitze des Bergs Meru bewohnen. Weil die Devas als geflügelte Wesen dargestellt werden, wird Krung Thep in westlichen Texten oft mit „Stadt der Engel“ übersetzt.
Bevor der Ort im Jahr 1782 zur Hauptstadt erhoben wurde, war sein Name schlicht Bang Kok (บางกอก, anhörenⓘ). Bang bezeichnet einen Ort an einer Wasserstraße, Kok leitet sich möglicherweise von Makok ab, der thailändischen Bezeichnung für die Früchte von Spondias pinnata („Gelbe Balsampflaume“) oder Elaeocarpus hygrophilus. Anderen Theorien zufolge kommt es von Ko ‚Insel‘ oder Khok ‚Hügel‘. Dieser Name tauchte in Europa zum ersten Mal auf einer portugiesischen Landkarte von 1511 auf.
Auch nachdem sie zur Hauptstadt ausgebaut worden war und einen ihrer Bedeutung als royales, religiöses und kosmologisches Zentrum des Reichs (Mandala) entsprechenden, viel klangvolleren Namen bekommen hatte, wurde die Stadt in den europäischen Sprachen weiterhin als Bangkok bezeichnet.
Thailänder verwenden dagegen gewöhnlich die Kurzform Krung Thep. Die offizielle Bezeichnung, beispielsweise auf Autokennzeichen, lautet Krung Thep Maha Nakhon.
Im Jahre 1989 vertonte die thailändische Rockgruppe Asanee-Wasan in ihrem Album Fak tong („Kürbis“) den Song Krung Thep Mahanakhon, dessen Text ausschließlich aus dem vollständigen zeremoniellen Namen Bangkoks besteht. Viele Thailänder nutzen seitdem dieses Lied, um sich den langen Namen besser merken zu können.

## Siegel
Das Siegel von Bangkok zeigt die Gottheit Indra auf Erawan, dem mythologischen Elefanten, der in einigen Abbildungen auch drei Köpfe haben kann. In seiner Hand hält Indra einen Blitz. Das Siegel basiert auf einer Zeichnung des Prinzen Narisara Nuwattiwong.

## Geographie

### Geographische Lage

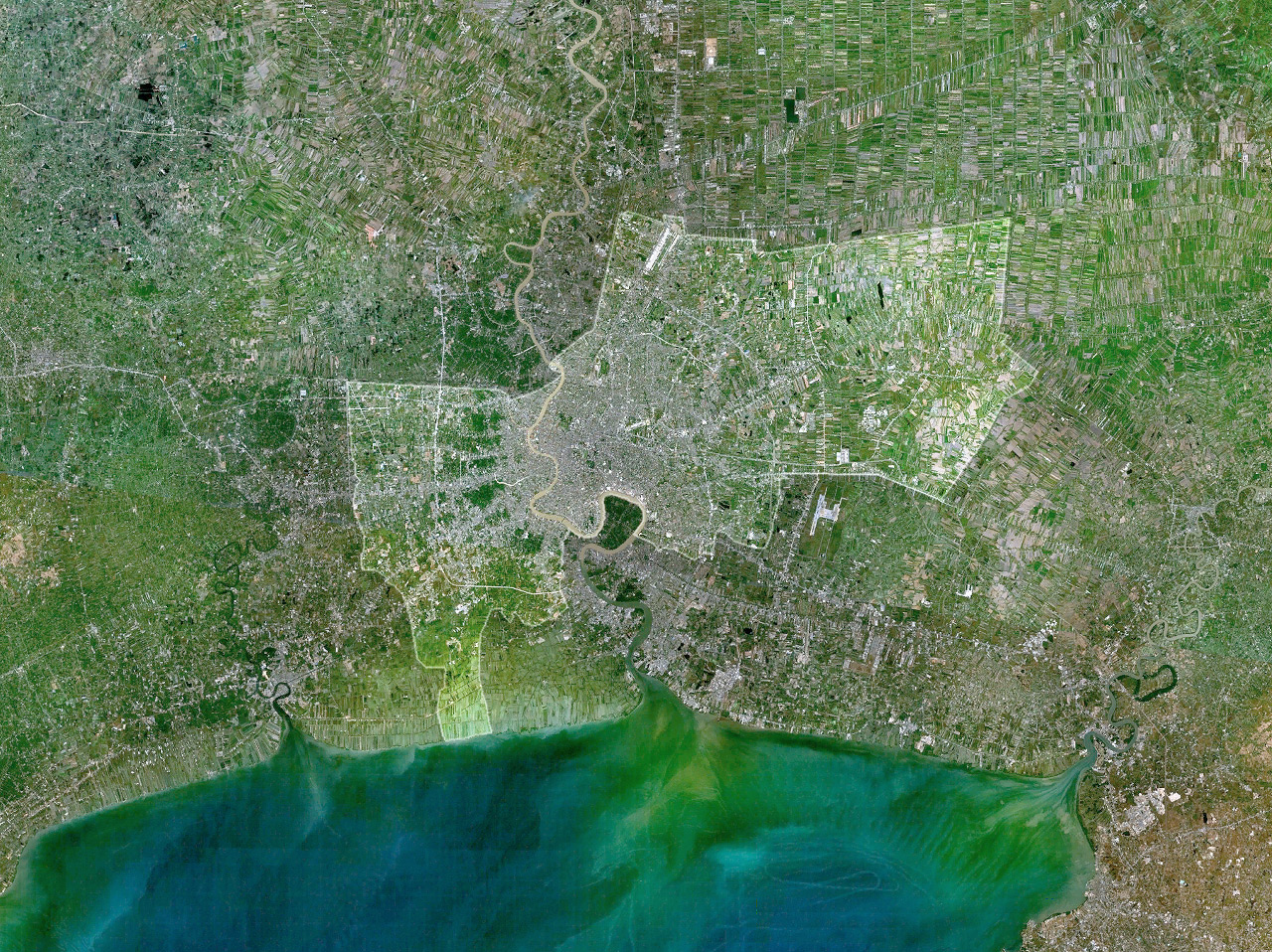
Satellitenfoto

Die Stadt liegt an der Nahtstelle der Indochinesischen und der Malaiischen Halbinsel am Mae Nam Chao Phraya (Chao-Phraya-Fluss) und nördlich des Golfs von Thailand durchschnittlich fünf Meter über dem Meeresspiegel. Der Chao Phraya hat eine Breite von etwa 400 Metern.
Das westlich des Chao Phraya gelegene Gebiet wird Thonburi genannt und war bis 1971 eine eigenständige Stadt, während der östlich gelegene Teil vor mehr als zweihundert Jahren nur ein kleines Dorf war, hauptsächlich bewohnt von chinesischen Händlern. Das Stadtgebiet hat eine Fläche von 1.565,2 Quadratkilometern, die gesamte Metropolregion eine Bodenfläche von 7.761,5 Quadratkilometern.
Für Bangkok ist die folgende Landnutzung dokumentiert.
| Landnutzung         | 2001     | 2005     | 2010     | Anteil in % |
| ------------------- | -------- | -------- | -------- | ----------- |
| Waldfläche          | 2,66     | 3,09     | 0,70     | 0,05        |
| Landwirtschaft      | 198,78   | 302,48   | 285,69   | 18,25       |
| Nicht klassifiziert | 1.363,78 | 1.259,65 | 1.278,84 | 81,70       |
| Gesamt              | 1.565,22 | 1.565,22 | 1.565,22 | 100,00      |

### Stadtgliederung

Stadtbezirke von Bangkok

Bangkok ist unterteilt in 50 Distrikte (Khet, manchmal fälschlicherweise auch Amphoe genannt) und diese sind weiter in 169 Khwaeng, den Tambon vergleichbar, eingeteilt. Es folgen die Khets in deutscher Transkription und in thailändisch:

Bang Bon (บางบอน), Bang Kapi (บางกะปิ), Bang Khae (บางแค), Bang Khen (บางเขน), Bang Kho Laem (บางคอแหลม), Bang Khun Thian (บางขุนเทียน), Bang Na (บางนา), Bang Phlat (บางพลัด), Bang Rak (บางรัก), Bang Sue (บางซื่อ), Bangkok Noi (บางกอกน้อย), Bangkok Yai (บางกอกใหญ่), Bueng Kum (บึงกุ่ม), Chatuchak (จตุจักร), Chom Thong (จอมทอง), Din Daeng (ดินแดง), Don Mueang (ดอนเมือง), Dusit (ดุสิต), Huai Khwang (ห้วยขวาง), Khan Na Yao (คันนายาว), Khlong Sam Wa (คลองสามวา), Khlong San (คลองสาน), Khlong Toei (คลองเตย), Lak Si (หลักสี่), Lat Krabang (ลาดกระบัง), Lat Phrao (ลาดพร้าว), Min Buri (มีนบุรี), Nong Chok (หนองจอก), Nong Khaem (หนองแขม), Pathum Wan (ปทุมวัน), Phasi Charoen (ภาษีเจริญ), Phaya Thai (พญาไท), Phra Khanong (พระโขนง), Phra Nakhon (พระนคร), Pom Prap Sattru Phai (ป้อมปราบศัตรูพ่าย), Prawet (ประเวศ), Rat Burana (ราษฎร์บูรณะ), Ratchathewi (ราชเทวี), Samphanthawong (สัมพันธวงศ์), Sai Mai (สายไหม), Saphan Sung (สะพานสูง), Sathon (สาทร), Suan Luang (สวนหลวง), Taling Chan (ตลิ่งชัน), Thawi Watthana (ทวีวัฒนา), Thonburi (ธนบุรี), Thung Khru (ทุ่งครุ), Watthana (วัฒนา), Wang Thonglang (วังทองหลาง) und Yan Nawa (ยานนาวา).
Siehe auch: Distrikte von Bangkok

### Innenstadt
Bangkok hat weder eine klar definierte Innenstadt noch einen zentralen Geschäftsbezirk. Diese Funktion ist vielmehr auf mehrere Bezirke verteilt. Der älteste Teil der Stadt ist die Rattanakosin-Insel im Bezirk Phra Nakhon, um den Großen Palast, Sanam Luang, Wat Ratchabophit und Sao Ching Cha („Riesenschaukel“). In der zweiten Hälfte des 19. Jahrhunderts entwickelte sich dann das „Chinesenviertel“ um die Yaowarat- und die Charoen-Krung-Straße (damals „New Road“, die erste asphaltierte Straße Bangkoks) im Bezirk Samphanthawong zum zentralen Geschäftsviertel der Stadt. In den 1950er und 1960er Jahren siedelten sich dann Banken und Großkanzleien entlang der Silom-, Surawong- und Si-Phraya-Straße im Bezirk Bang Rak an. Seit den 1990er Jahren sind im Bezirk Sathon und entlang der Witthayu-Straße (Bezirk Pathum Wan) vorwiegend teure Bürohochhäuser und entlang der Rama-I- und Phloenchit-Straße (ebenfalls Pathum Wan) große Einkaufszentren und Luxushotels entstanden. Durch die Einrichtung der beiden Massenverkehrssysteme Skytrain (BTS) und U-Bahn (MRT) hat sich die Ausbreitung der Gebiete mit zentraler Geschäftsfunktion noch verstärkt. Attraktiv sind jetzt fast alle Gebiete, die mit einem der beiden Verkehrsmittel erreichbar sind. Das gilt insbesondere für das Gebiet um die Sukhumvit-Straße (Bezirke Khlong Toei und Watthana) und den mittleren Abschnitt der Ratchadaphisek-Straße (Bezirke Phaya Thai und Huai Khwang).

### Klima
Bangkok befindet sich in der tropischen Klimazone. Die Jahresdurchschnittstemperatur beträgt 28,9 °C, die jährliche Niederschlagsmenge 1.702 Millimeter im Mittel. Hauptregenzeit ist während des Monsuns zwischen Mai und Oktober, in einzelnen Stadtgebieten muss besonders im September und Oktober mit Überschwemmungen gerechnet werden. Der meiste Niederschlag fällt im September mit 334.9 Der Monat mit den geringsten Regenmengen ist Dezember mit durchschnittlichen Regenmengen von 11,6 Millimeter.
Die durchschnittlichen Temperaturen liegen das ganze Jahr über zwischen 26,1 °C und 30,4 °C. Die mittlere Tagestemperatur beträgt maximal 34,9 °C, minimal 20,8 °C bei hoher Luftfeuchtigkeit. Laut der World Meteorological Organization ist Bangkok damit im Jahresdurchschnitt die heißeste Stadt der Welt.
Wärmster Monat ist der April mit maximal 36 °C und minimal 27 °C mittlere Tagestemperatur. Der kälteste Monat ist in der Gegend um Bangkok der Dezember mit maximal 32 °C und minimal 23 °C Tagesmitteltemperatur. Die Trockenzeit geht von Dezember bis März. April und Mai sind die heißesten Monate in Bangkok.
|                        | Jan  | Feb  | Mär  | Apr  | Mai   | Jun   | Jul   | Aug   | Sep   | Okt   | Nov  | Dez  |   |         |
| Mittl. Temperatur (°C) | 27,4 | 28,6 | 29,7 | 30,7 | 30,3  | 29,7  | 29,2  | 29,2  | 28,6  | 28,4  | 28,4 | 27,3 | ⌀ | 29      |
| Mittl. Tagesmax. (°C)  | 32,7 | 33,7 | 34,7 | 35,7 | 35,1  | 34,1  | 33,5  | 33,3  | 33,2  | 33,3  | 33,1 | 32,3 | ⌀ | 33,7    |
| Mittl. Tagesmin. (°C)  | 23,4 | 24,8 | 26,4 | 27,2 | 26,9  | 26,4  | 26,1  | 25,9  | 25,4  | 25,2  | 24,7 | 23,2 | ⌀ | 25,5    |
|                        |      |      |      |      |       |       |       |       |       |       |      |      |   |         |
| Niederschlag (mm)      | 23,6 | 21,4 | 51,0 | 93,3 | 216,8 | 198,5 | 189,7 | 227,1 | 335,9 | 288,7 | 44,6 | 11,6 | Σ | 1.702,2 |
|                        |      |      |      |      |       |       |       |       |       |       |      |      |   |         |
| Luftfeuchtigkeit (%)   | 67,9 | 70,5 | 72,6 | 72,0 | 74,4  | 75,2  | 75,5  | 76,4  | 79,3  | 78,0  | 68,8 | 65,6 | ⌀ | 73      |

| 23,4 |

| 24,8 |

| 26,4 |

| 27,2 |

| 26,9 |

| 26,4 |

| 26,1 |

| 25,9 |

| 25,4 |

| 25,2 |

| 24,7 |

| 23,2 |

| 23,4 |

| 24,8 |

| 26,4 |

| 27,2 |

| 26,9 |

| 26,4 |

| 26,1 |

| 25,9 |

| 25,4 |

| 25,2 |

| 24,7 |

| 23,2 |

### Umweltprobleme

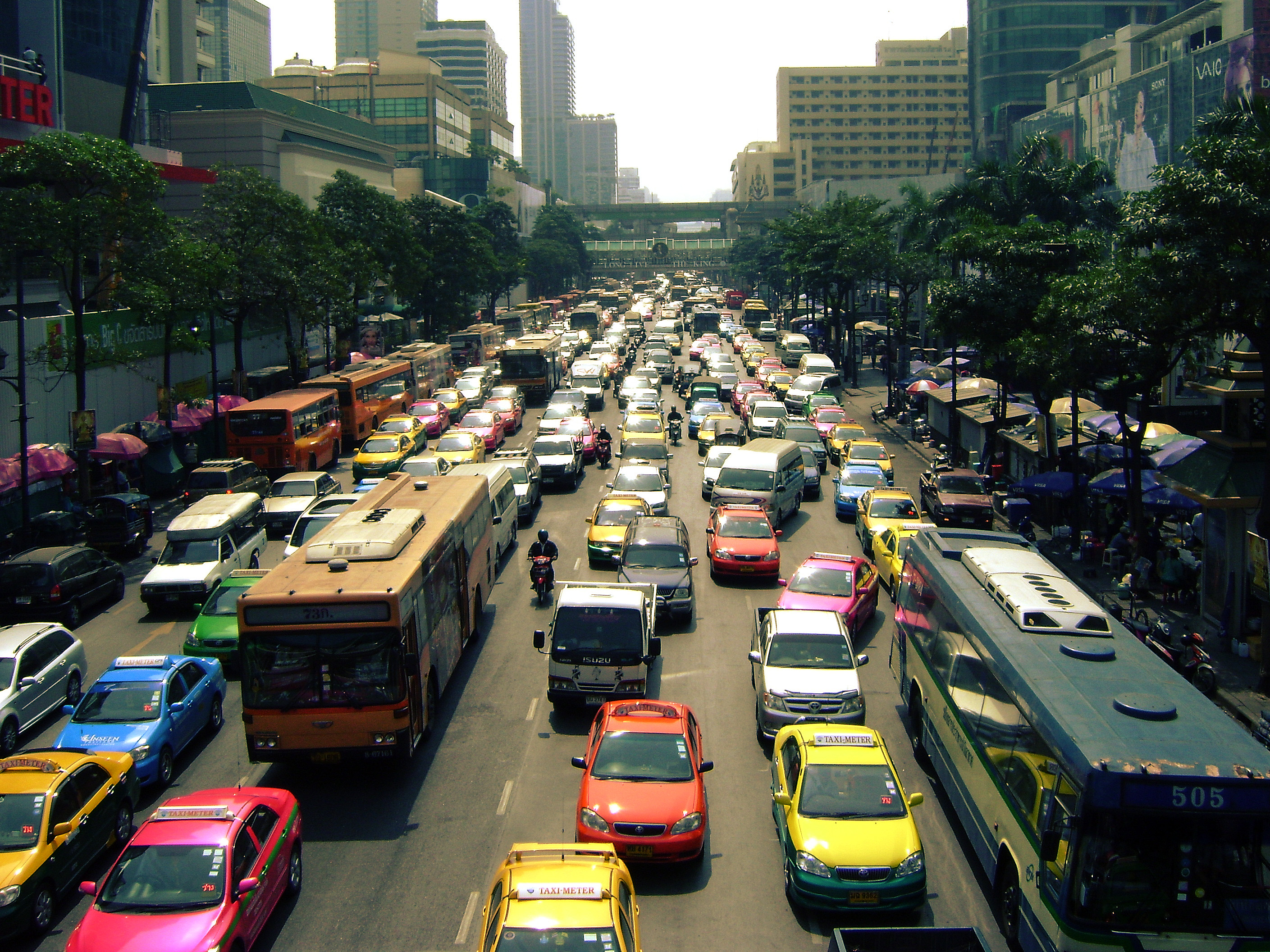
Typischer Feierabendverkehr in Bangkok (Thanon Ratchadamri)

Bangkok hat mit erheblichen Umweltproblemen zu kämpfen. Eine dichte Wolke aus Abgasen liegt permanent über der Stadt. Experten haben festgestellt, dass in den Hauptverkehrsstraßen die Luftverschmutzung bereits gesundheitsschädliche Werte erreicht hat. Seit dem Bau der Hochhäuser ist die Ventilation der Straßen nicht mehr gewährleistet, so dass die Konzentration der Giftstoffe dramatisch ansteigt. Saisonal mischt sich Rauch von Brandrodung mit den Abgasen und verursacht Krankheiten bei zahlreichen Bewohnern.
Über Bronchitis, Asthma oder Erschöpfung klagt bereits jeder siebte Bewohner. Besonders Belastete, wie Motorrad-Boten, Tuk-Tuk-Fahrer, Verkehrspolizisten und Straßenhändler, tragen häufig Atemschutzmasken.
Probleme bereitet Bangkok auch die Wasserversorgung. So besitzt die Stadt kein zentrales Wasserversorgungsnetz. Auch der Aufbau eines Abwassersystems steht erst am Anfang. Bis in die 1990er Jahre leiteten die Industrie und private Haushalte das Abwasser zentral ohne jegliche Säuberung in den Mae Nam Chao Phraya (Chao-Phraya-Fluss).
Die Abfälle verschmutzen die Luft und vergiften häufig jegliches Leben in den Gewässern. Zahlreiche Fabriken in der Metropolregion – darunter auch in vielen Wohngebieten – dürfen eigene Brunnen zur geregelten Wasserversorgung errichten, was zu einem kontinuierlichen Absinken des Grundwasserspiegels beiträgt.
Die Grundwasserabsenkung trug mindestens bis in die 1970er-Jahre erheblich zu einer Landsenkung bei und führte zeitweise zu einer Absenkung um mehr als 10 cm pro Jahr. Die jährliche Absenkung findet weiterhin statt, hat sich aber auf bis zu 2 cm pro Jahr verringert. Die derzeitige Senkung wird vor allem auf die hohe Gebäudelast zurückgeführt.

## Geschichte

### Ursprung

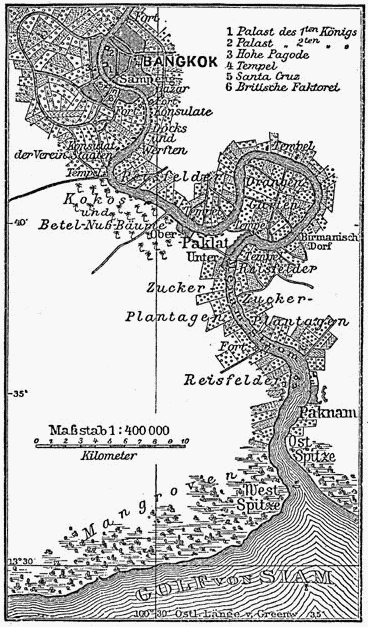
Historische Karte (um 1888)

Bangkok bildete ursprünglich nur ein kleines Fischerdorf am östlichen Ufer des Chao Phraya. Im Jahr 1511 wurde es zum ersten Mal auf einer portugiesischen Landkarte verzeichnet. Um 1680 gab es südlich des Dorfes nur drei bewohnte Plätze: ein Zollhaus, die von den Holländern 1622 angelegte Faktorei namens Fort Amsterdam sowie den Ort Ban Vat. Noch während der geschichtlichen Epoche des Königreichs Ayutthaya entwickelte sich der Ort zu einem ansehnlichen Handelshafen und bedeutenden Haltepunkt an der Wasserroute zur Hauptstadt.
Der Ursprung des heutigen Bangkok liegt in der Kleinstadt Thonburi, heute Teil der Hauptstadt, am westlichen Ufer des Chao Praya. General Taksin machte Thonburi im Jahr 1772, nachdem die Hauptstadt des Königreiches Ayutthaya 1767 im Krieg mit Birma weitgehend zerstört worden war, zur neuen Hauptstadt. Zehn Jahre später verlegte der neue König Rama I., Begründer der bis heute regierenden Chakri-Dynastie, den Regierungssitz auf das östliche Ufer und begann damit das Gebiet namens Rattanakosin, mit dem damals vor allem von Chinesen bewohnten Dorf Bang Kok, nach dem Vorbild der früheren Residenzstadt zur Hauptstadt auszubauen.
Der offizielle Name der Stadt lautet seit damals in der Kurzform Krung Thep (กรุงเทพฯⓘ). Das ist jedoch nur eine Kurzform des vollständigen Namens, des weltweit längsten Städtenamens (siehe oben Name der Stadt). Westliche Händler und Reisende verwendeten stattdessen den Namen des Dorfes Bangkok, woraus die heute international bekannte Bezeichnung wurde.

### Die Stadt der Kanäle

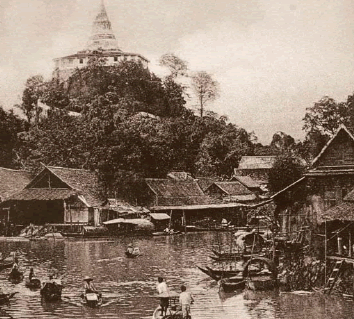
Das alte, von Kanälen geprägte Bangkok um 1850, im Hintergrund Wat Saket

Rattanakosin wurde durch einen Kanal, den Khlong Lot, zu einer künstlichen Insel in einer Biegung des Chao Phraya in deren Zentrum der neue Königspalast und der königliche Tempel, der Wat Phra Kaeo mit dem Smaragd-Buddha (Phra Kaeo), dem Nationalheiligtum Thailands, errichtet wurden.
In jener Zeit war die ganze Stadt von einem dichten Netz von Kanälen (Khlongs) durchzogen. Der Verkehr spielte sich zum Großteil auf diesen Khlongs ab. Selbst die Märkte fanden auf dem Wasser statt („Schwimmende Märkte“). Straßen gab es kaum. Damals wurde Bangkok auch manchmal als das Venedig des Ostens bezeichnet. Die meisten Khlongs wurden ab der Mitte des 19. Jahrhunderts nacheinander zugeschüttet um Raum für den stetig zunehmenden Straßenverkehr und die wachsende Stadt zu schaffen.
1863 wurde die erste gepflasterte Straße der Stadt Thanon Charoen Krung (wörtlich übersetzt „Straße zur Vergrößerung der Hauptstadt“; westliche Ausländer nannten sie New Road – „Neue Straße“) an Stelle eines früheren Elefanten-Trampelpfads fertiggestellt. Während der Regentschaft König Chulalongkorn (Rama V.) (regierte 1868–1910) entstanden eine Eisenbahnlinie die Bangkok mit dem Norden des Landes verband, Straßenbahnlinien für den innerstädtischen Verkehr, eine große Anzahl neuer Straßen und die Mehrzahl der oft von europäischen Stilen beeinflussten Regierungsgebäude.

### Das moderne Bangkok

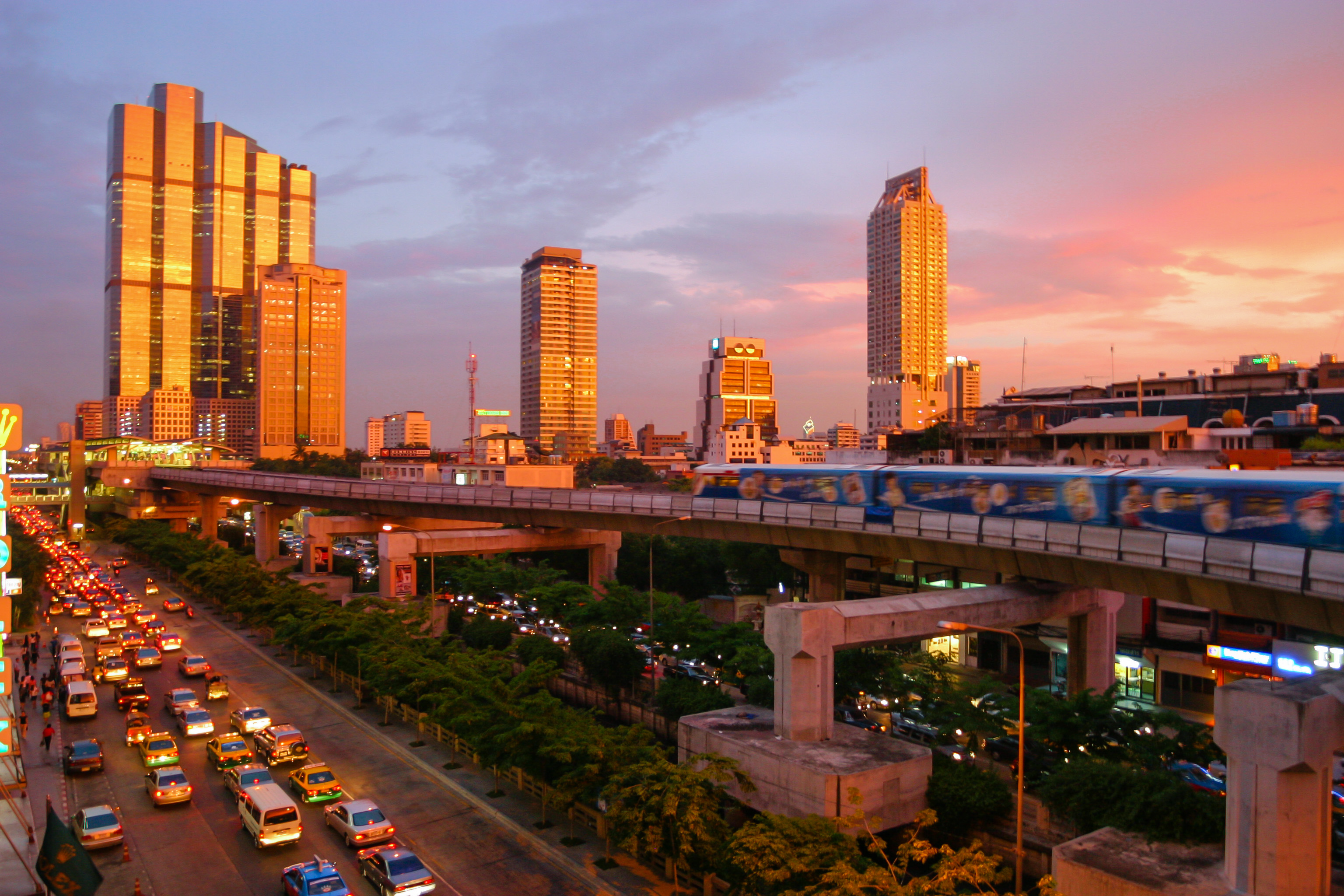
Bangkok Skytrain

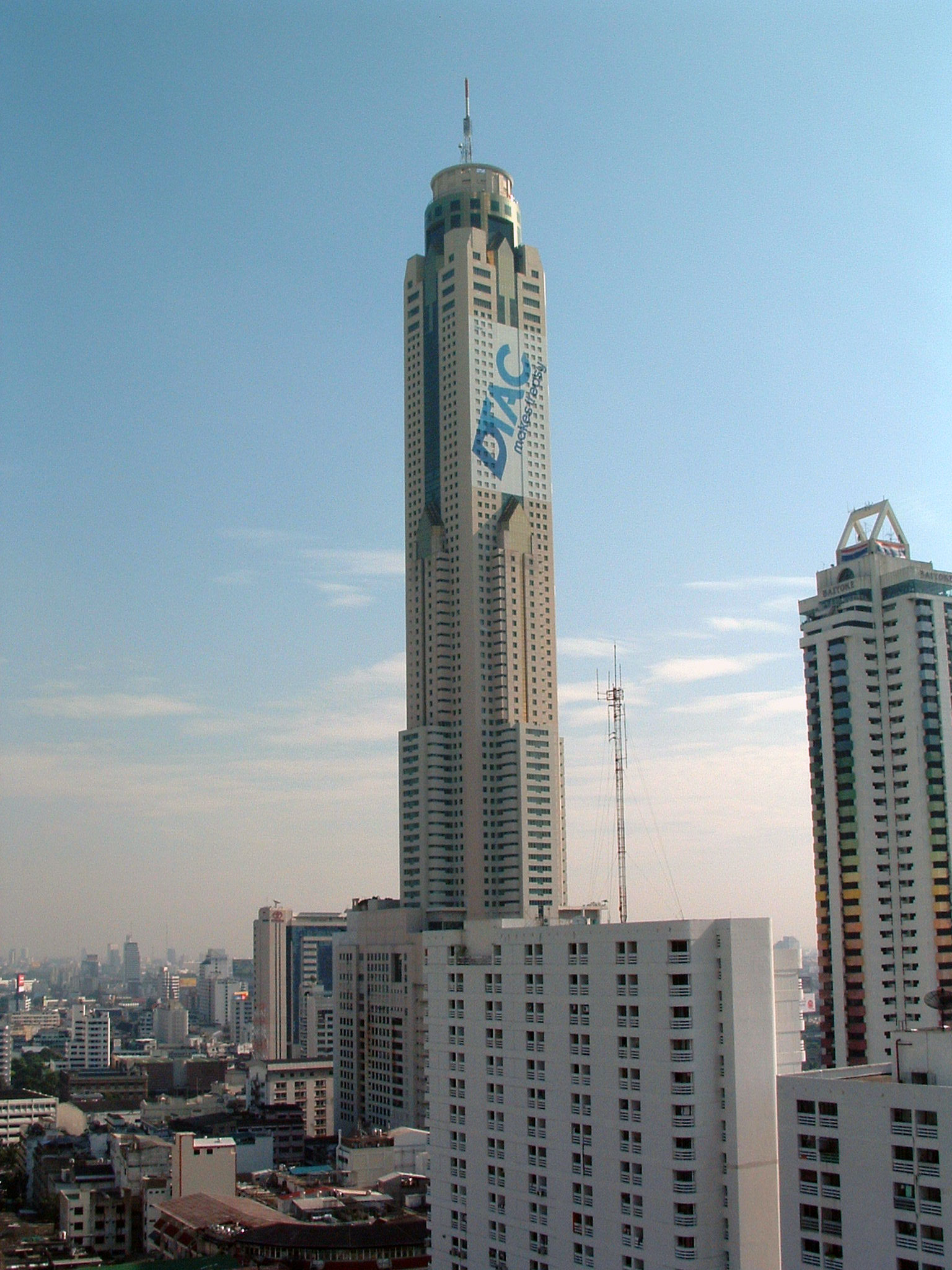
Baiyoke Tower II (304 m), das zweithöchste Gebäude Thailands

Zu Beginn des 20. Jahrhunderts wuchs die Stadt über ihre früheren Grenzen hinaus nach Norden und Osten. Einen weiteren Wachstumsschub, insbesondere für die westlich des Flusses gelegenen Stadtteile, bedeutete die Einweihung der ersten Brücke, der Memorial Bridge, über den Chao Praya im Jahr 1932. Während des Zweiten Weltkrieges war Bangkok für einige Jahre von japanischen Streitkräften besetzt und wurde ab 1944 von den Alliierten bombardiert. Nach dem Ende des Krieges erholte sich die Stadt aber rasch und wuchs beständig weiter.
Bis zur Mitte des 20. Jahrhunderts waren die meisten Khlongs bereits zugeschüttet und durch Boulevards und Straßen ersetzt worden. Während dieser Zeit entstanden auch die Fernverkehrsstraßen in alle Himmelsrichtungen, wie die Sukhumvit-Straße. Ab den 1960er und 1970er Jahren wurden so viele Häuser gebaut und Stadtautobahnen ausgebaut wie nie zuvor. In den 1970er-Jahren war Bangkok Schauplatz einschneidender politischer Ereignisse: zunächst des Volksaufstandes gegen die Militärdiktatur im Oktober 1973, drei Jahre später dann des Massakers an linken Studenten und Demonstranten auf dem Campus der Thammasat-Universität. Mit dem Wirtschaftsboom der 1980er Jahre (siehe „Tigerstaaten“) setzte eine weitere neue Entwicklung ein, die zur Errichtung einer großen Zahl von Hochhäusern führte und das Stadtbild nachhaltig veränderte. Die Zahl der Bewohner stieg zugleich rasant und machte Bangkok schließlich zu einer der größten Metropolen der Welt. Im Mai 1992 gab es in der Hauptstadt abermals Massenproteste gegen die damalige Regierung, die im sogenannten „Schwarzen Mai“ brutal niedergeschlagen wurden.

### 21. Jahrhundert
Zu Beginn des 21. Jahrhunderts leben in Bangkok über sechs Millionen Menschen, in der Metropolregion sogar über zehn Millionen. Wirtschaftlich erholt sich die Stadt zusehends vom Zusammenbruch am Ende des Booms der 1990er Jahre, was nicht zuletzt auch in neuen Bauvorhaben seinen Ausdruck findet. Eines der größten städtischen Probleme stellt der Straßenverkehr dar. Auch der Ausbau des öffentlichen Verkehrsnetzes mit Bangkok Metro und Bangkok Skytrain konnte die Situation bislang nur minimal entspannen.
Nach mehreren politischen Krisen im Land seit 2006 war Bangkok im April und Mai 2010 Schauplatz von blutigen Unruhen, die international für Aufsehen sorgten.
Ende Oktober 2011 überschwemmte die größte Flutkatastrophe seit 50 Jahren mehrere Bezirke Bangkoks, viele Bezirke mussten evakuiert werden.
Ende 2013 und Anfang 2014 war Bangkok abermals Schauplatz politisch motivierter Unruhen. Die Oppositionsbewegung gab im Januar 2014 das Ziel aus, das öffentliche Leben in Bangkok komplett lahmzulegen („Shutdown Bangkok“). Der Konflikt endete im Mai 2014 mit einem neuerlichen Militärputsch.

## Bevölkerung
Den Daten der Volkszählung von 2000 zufolge waren 99 % der Einwohner von Bangkok thailändische Staatsbürger. 94,5 % waren Buddhisten, 4,1 % Muslime und 1 % Christen. 37,3 % sind nicht in Bangkok geboren, sondern aus einer anderen Provinz zugezogen.

### Einwohnerentwicklung

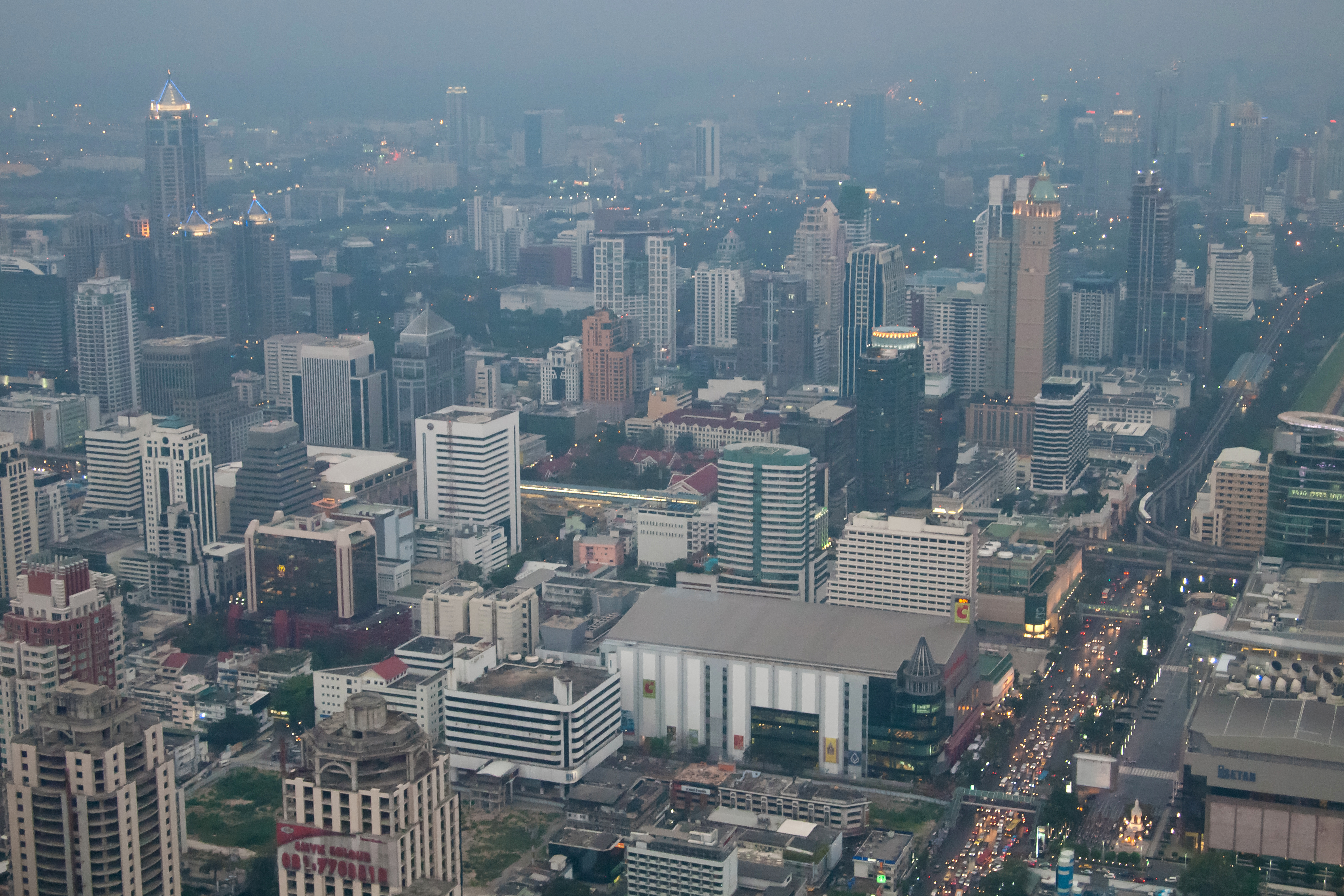
Blick vom Baiyoke Tower II

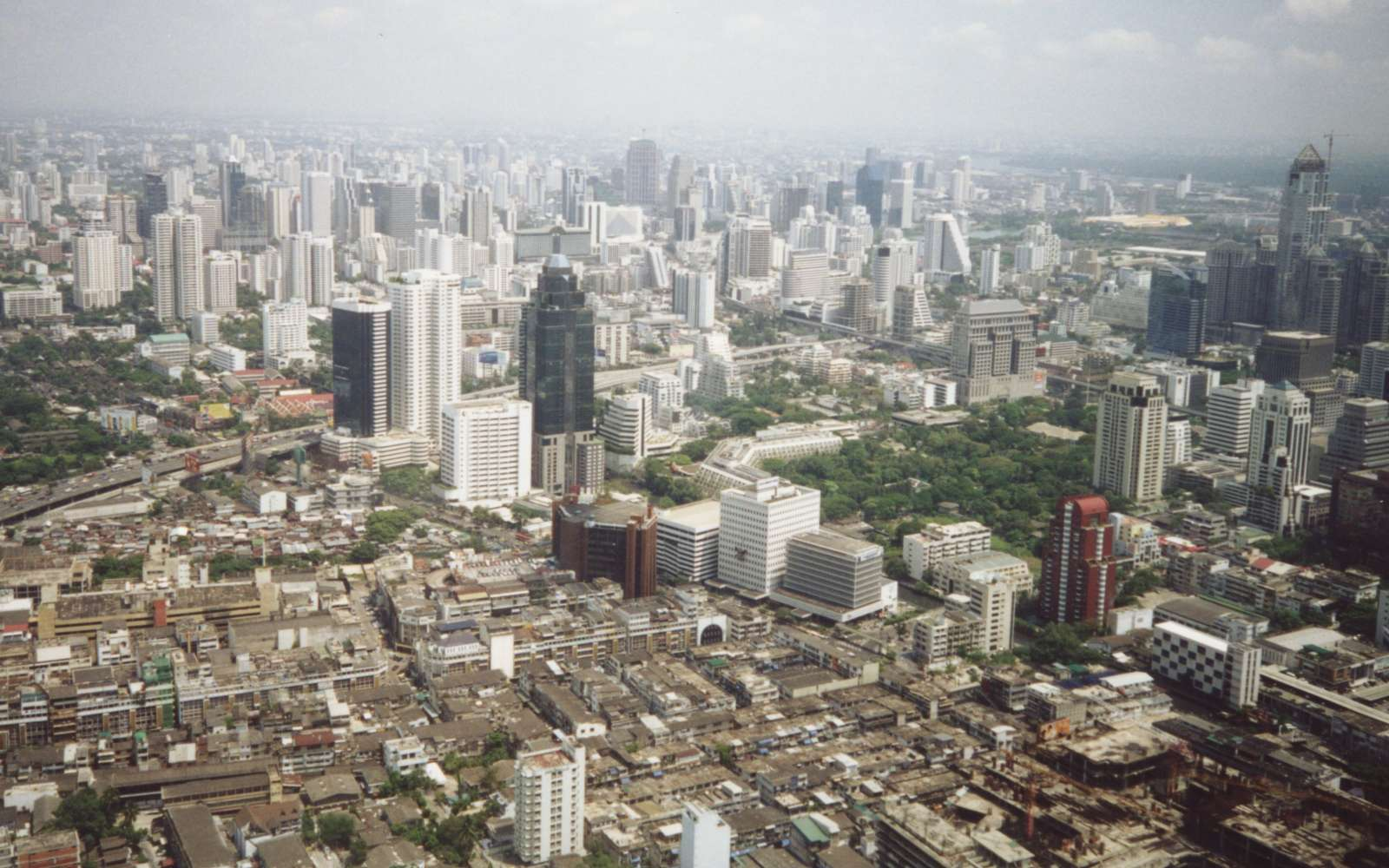
Blick über die Stadt

Bangkok ist ein Beispiel für ein dynamisches, jedoch nicht geplantes städtisches Wachstum. 1947 überschritt die Einwohnerzahl erstmals die Millionengrenze. 1960 lebten in Bangkok bereits 2,1 Millionen Menschen. Zwischen 1970 (3,1 Millionen) und 2000 (6,3 Millionen) hat sich die Einwohnerzahl verdoppelt. 2010 lebten in der Hauptstadt nach Angaben des Nationalen Statistikamtes (NSO) 8,2 Millionen Menschen. Das entspricht einem Wachstum zwischen 2000 und 2010 von 2,6 % pro Jahr.
Die Bevölkerungsdichte betrug 5.270 Einwohner pro Quadratkilometer (in München, der am dichtesten besiedelten Gemeinde Deutschlands, waren es zum Vergleich 4.275). Die Stadt ist weitaus größer als alle anderen Städte Thailands. Sie hatte 2010 bereits 8-mal so viele Einwohner wie die nächstgrößere Stadt Chiang Mai (953.000 Einwohner), die Bangkok Metropolitan Region (BMR) sogar 15-mal so viel wie das nächstgrößere Ballungsgebiet, welches auch durch Chiang Mai gebildet wurde (953.000 Einwohner).
Da die Hauptstadt um ein Vielfaches größer ist als alle anderen Großstädte Thailands und da hier die wichtigen politischen und wirtschaftlichen Entscheidungen gefällt werden, ist Bangkok eine Primatstadt. Sie ist weltweit einer der am extremsten ausgeprägten Fälle einer Primatstadt: Im Jahr 2000 hatte sie 40-mal so viele Einwohner wie die damals zweitgrößte Stadt des Landes, Nakhon Ratchasima. Das Pro-Kopf-Bruttoinlandsprodukt war 2006 zehnmal höher als in der ärmsten Provinz des Landes (Bangkok: 319.322 Baht, Mae Hong Son 33.231 Baht). Während die Hauptstadtregion sich wirtschaftlich entwickelte, profitierten weite Teile des Landes nicht oder hatten gar einen Rückgang des Bruttoinlandsproduktes zu verzeichnen. Durch diese Vorrangstellung hatte die Stadt in den letzten Jahrzehnten einen immensen Wanderungszuwachs.
In der Metropolregion wurden bei der Volkszählung 2000 etwa 10,2 Millionen Menschen gezählt. Bei der Zählung im Jahr 2010 waren es bereits 14,6 Millionen. Das entspricht einem Wachstum zwischen 2000 und 2010 von 3,7 % pro Jahr. Die Bevölkerungsdichte betrug 1.877 Einwohner pro Quadratkilometer. Zur BMR gehören die Stadt Bangkok und die sie umgebenden Provinzen Nakhon Pathom, Nonthaburi, Pathum Thani, Samut Prakan und Samut Sakhon.
Die folgende Übersicht zeigt die Einwohnerzahlen nach dem jeweiligen Gebietsstand. Bis 1910 handelt es sich um Schätzungen, von 1919 bis 2010 um Volkszählungsergebnisse des Nationalen Statistikamtes Thailand. Die Einwohnerzahlen beziehen sich auf die eigentliche Stadt ohne den Vorortgürtel.
| Jahr/Datum     | Einwohner |
| -------------- | --------- |
| 1880           | 255.000   |
| 1910           | 365.000   |
| 1. April 1919  | 437.294   |
| 15. Juli 1929  | 713.384   |
| 23. Mai 1937   | 890.453   |
| 25. April 1947 | 1.178.881 |

| Datum             | Einwohner |
| ----------------- | --------- |
| 25. April 1960    | 2.136.435 |
| 1. April 1970     | 3.077.361 |
| 1. April 1980     | 4.697.071 |
| 1. April 1990     | 5.882.411 |
| 1. April 2000     | 6.320.174 |
| 1. September 2010 | 8.249.117 |

### Entwicklung der Wohnsituation

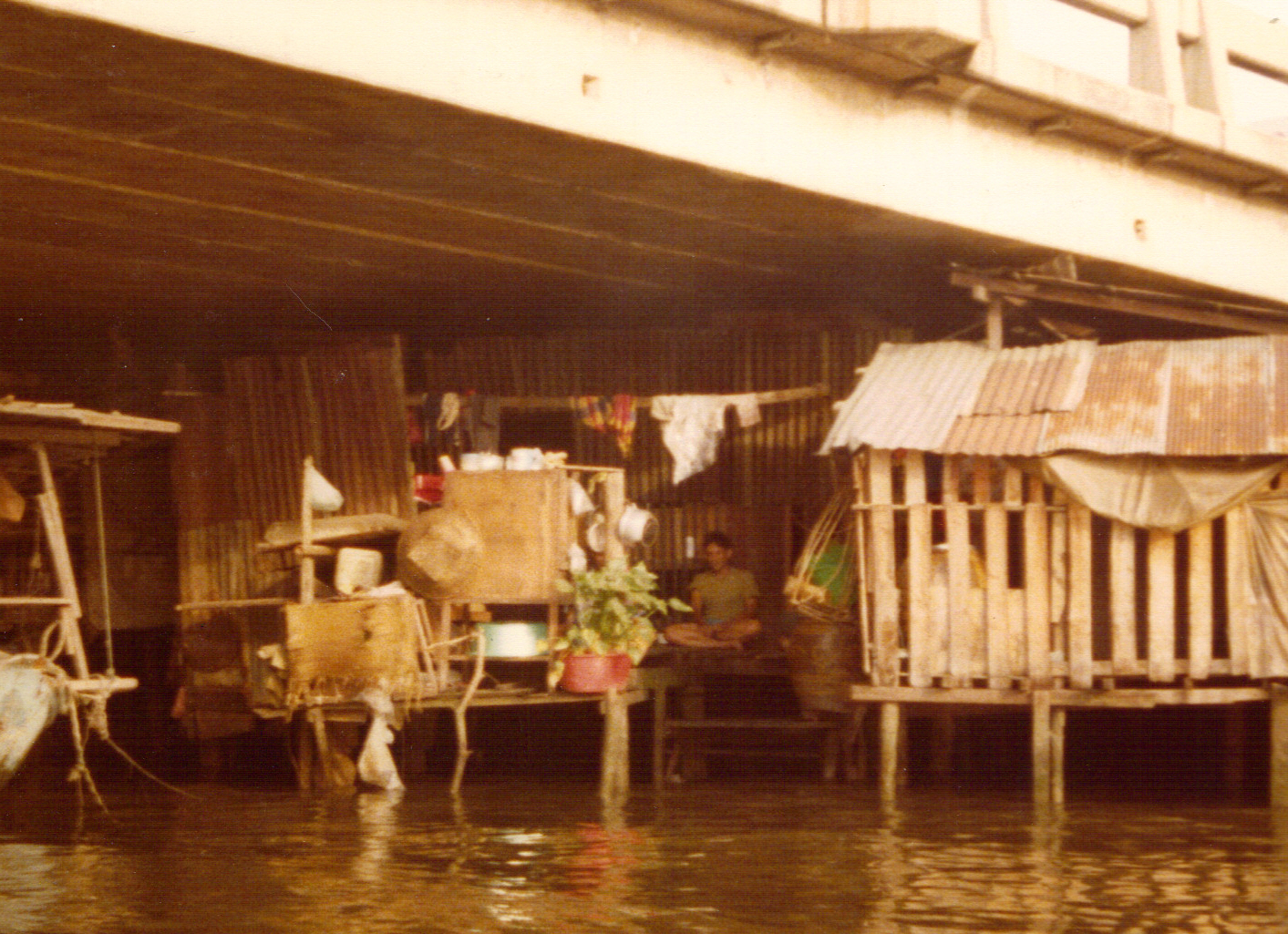
Elendsbehausungen unter einer Brücke, 1980

Ein großes Problem für die Metropole Bangkok ist es, die vielen in den letzten Jahren zugezogenen Menschen, vor allem Landflüchtlinge, ausreichend zu versorgen. Für zahlreiche Menschen mussten Wohnungen gebaut werden.
In Khlong Toei befindet sich der Hafen von Bangkok. Der Bezirk ist außerdem bekannt für das größte Slumgebiet Bangkoks. Der Nordwesten des Bezirks erfüllt dagegen Funktionen eines zentralen Geschäftsviertels Bangkoks. Hier sitzen die thailändische Börse, das Königin-Sirikit-Kongresszentrum, Banken, Hotels und Einkaufszentren.
Die zunehmende Nachfrage nach Bauland steigerte die Wohnungs- und Grundstückspreise erheblich. Deshalb werden viele Siedlungen für die weniger Verdienenden am Stadtrand errichtet. Die öffentlichen Einrichtungen (Krankenhäuser und Schulen) sind unzureichend. Müll und Abwasser werden nicht mehr ausreichend entsorgt, der Grundwasserspiegel sinkt durch den gestiegenen Verbrauch immer schneller.
Vor allem die Menschen in den Siedlungen sind durch Infektionserkrankungen wie Cholera, Diarrhöe und Typhus gefährdet, die durch unzureichende hygienische Bedingungen verbreitet werden. Hinzu kommen Atemwegs- und Hauterkrankungen aufgrund der giftigen Emissionen der zahlreichen Industriebetriebe und des Autoverkehrs. Einige Industriebetriebe haben jedoch in den letzten Jahren den Großraum Bangkok aus Kostengründen verlassen, da hier ein höherer Mindestlohn zu zahlen ist und die Grundstückspreise hoch sind. Außerdem wurde die Infrastruktur außerhalb der Hauptstadt verbessert.
Ein weiteres Problem in Bangkok ist der zunehmende Verkehr. Das Straßennetz ist trotz zahlreicher Autobahnen völlig überlastet. Außerdem verfügt Bangkok mit einem relativ kleinen U-Bahn- und Hochbahnnetz nur über wenige Massentransportmittel, hat aber eines der größten Busnetze weltweit. 2021 wurden zwei S-Bahn-Linien eröffnet, um die Vororte besser mit dem Stadtzentrum zu verbinden, außerdem gibt es einen neuen Hauptbahnhof um den Schienenpersonenfernverkehr und den ÖPNV besser miteinander zu verknüpfen. Durch die zahlreichen Autos kommt es in der Stadt zu sehr großer Luftverschmutzung (hohe Ozon- und Kohlenstoffmonoxidwerte).

## Politik

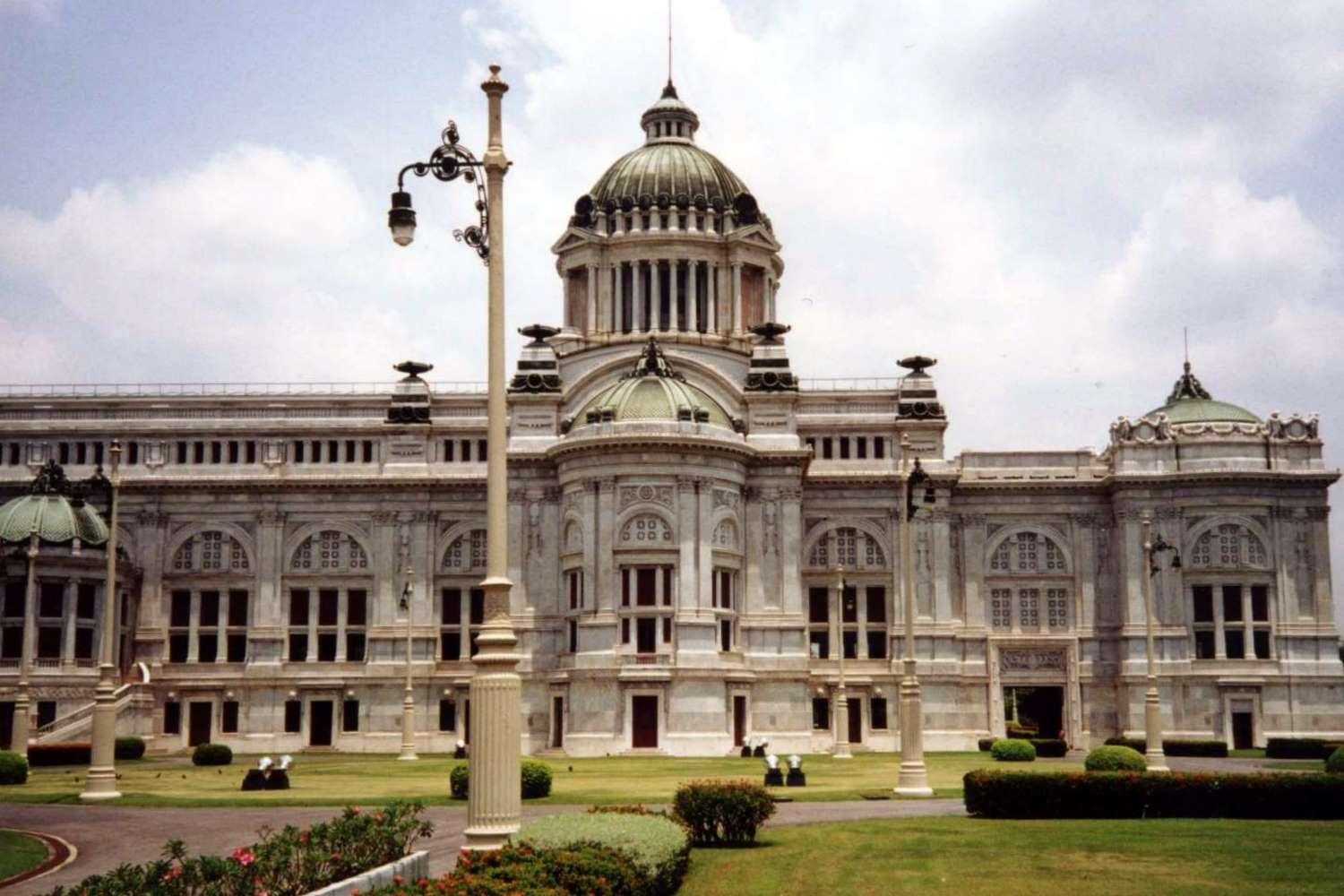
Altes Parlamentsgebäude

### Stadtregierung

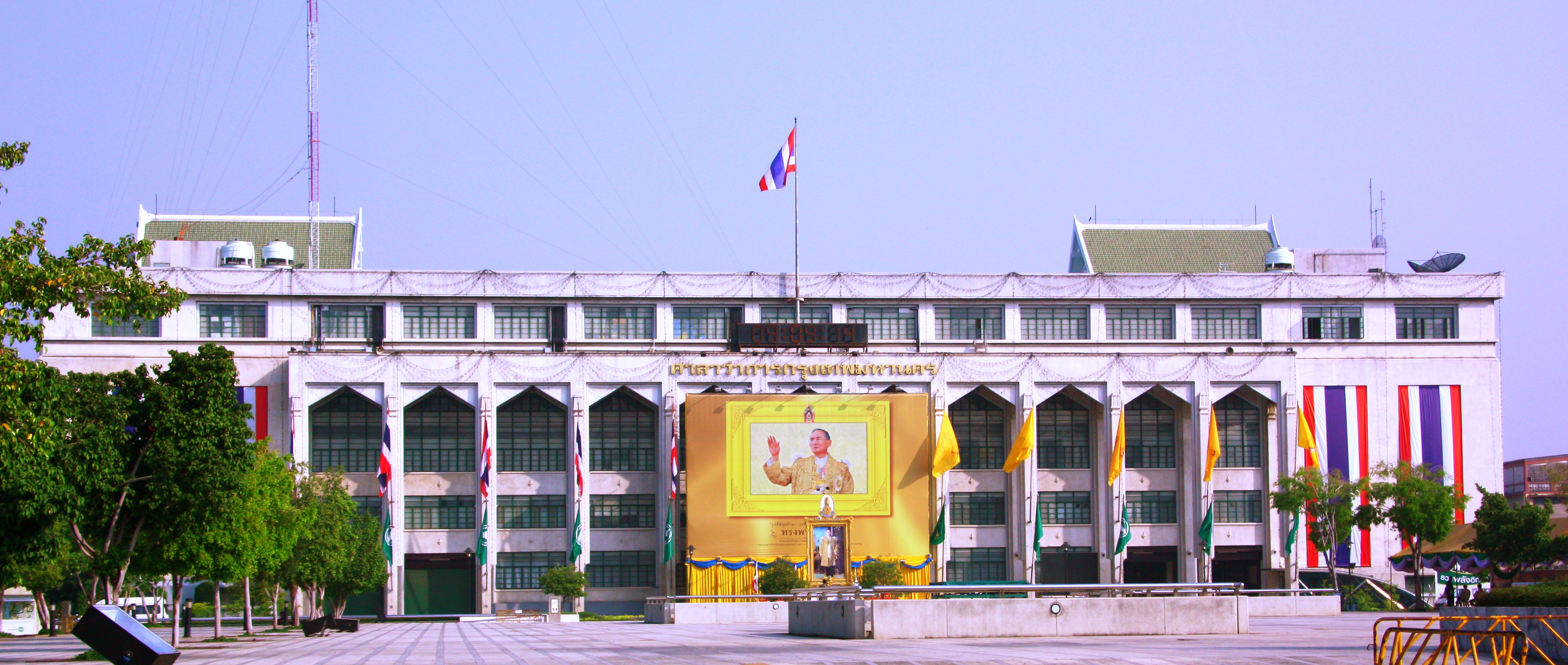
Sitz der Stadtverwaltung

Ergebnis der Gouverneurswahl 2022 nach Bezirken: Chadchart Sittipunt (Unabhängig) in Grün

Das heutige Bangkok entstand 1972 aus der Zusammenlegung der alten Provinz Bangkok (offiziell Phra Nakhon) und der Provinz Thonburi, die die westlich des Chao Phraya gelegenen Stadtteile des heutigen Bangkok umfasste.
Bangkok ist ein besonderes Verwaltungsgebiet. Anders als die 76 Provinzen Thailands (Changwat) hat sie einen direkt gewählten Gouverneur. Gouverneurswahlen finden im Regelfall alle vier Jahre statt. Der Gouverneur steht der hauptstädtischen Lokalverwaltung (Bangkok Metropolitan Administration, BMA) vor. Diese ist eigenverantwortlich für den öffentlichen Nahverkehr, Straßen, Stadtplanung, Wohnungsbau, Abfallwirtschaft, Umweltschutz und öffentliche Ordnung zuständig.
Ab 2009 war M.R. Sukhumbhand Paribatra von der Demokratischen Partei der Gouverneur von Bangkok. Er wurde im März 2013 mit 46,2 % gegenüber Pongsapat Pongcharoen von der Pheu-Thai-Partei mit 39,7 % wiedergewählt. Im Oktober 2016 wurde er vom Vorsitzenden der Machthabenden Militärjunta Prayut Chan-o-cha abgesetzt und durch den Polizeigeneral Aswin Kwanmuang ersetzt. Seit der Gouverneurswahl am 22. Mai 2022 ist Chadchart Sittipunt amtierender Gouverneur von Bangkok. Chadchart Sittipunt konnte die Wahl in allen 50 Distrikten Bangkoks für sich entscheiden. Er trat als Unabhängiger an und gewann die Wahl mit einem Erdrutschsieg mit 52,65 % (1,38 Millionen) aller Stimmen, ein neuer Höchstrekord.
Die Stadtverwaltung wird von einem Stadtrat (Bangkok Metropolitan Council) kontrolliert. Nach der Kommunalwahl von 2022 gehören ihm 50 Mitglieder an, davon 20 Abgeordnete der Pheu-Thai-Partei, 14 der Move-Forward-Partei, 9 der Demokratischen Partei, drei der Rak-Krungthep-Partei, zwei der Phalang-Pracharat-Partei und zwei der Thai-Srang-Thai-Partei.
Die Stadtverwaltung (BMA) ist nur für die eigentliche Stadt Bangkok und nicht für die über die Stadtgrenzen hinausgewachsene Agglomeration Groß-Bangkok (Greater Bangkok Area, GBA) oder gar die noch größere Metropolregion Bangkok (Bangkok Metropolitan Region, BMR) zuständig.

### Städtepartnerschaften
Bangkok unterhält mit folgenden Städten Partnerschaften:
- seit dem 19. Februar 1962: Washington D.C., USA
- seit dem 26. Mai 1993: Peking, Volksrepublik China
- seit dem 19. Juni 1997: Moskau, Russland
- seit dem 23. November 2005: Chaozhou, Volksrepublik China
- seit dem 16. Juni 2006: Seoul, Südkorea
- seit dem 26. September 2011: Chongqing, Volksrepublik China[32]
- seit dem 4. Januar 2013: Phnom Penh, Kambodscha[33]

Neben Städtepartnerschaften unterhält Bangkok noch zahlreiche Städtefreundschaften und Städtekontakte.

## Kultur und Sehenswürdigkeiten

### Überblick

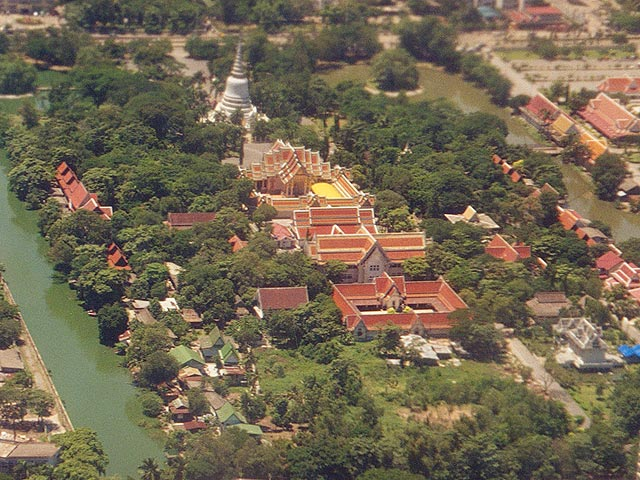
Wat Phra Sri Mahathat, Bang Khen, Nordbangkok

In der Stadt gibt es über 400 Wats (buddhistische Tempelanlagen). Der bedeutendste ist der Wat Phra Kaeo (Wat Phra Sri Rattana Satsadaram), der den sogenannten „Smaragd-Buddha“ beherbergt und landesweit eine hohe Verehrung genießt.
Zusammen mit dem Großen Palast, dem Wat Pho (Wat Phra Chetuphon), dem ältesten und größten Tempel Bangkoks, sowie dem Wat Mahathat, der eine der großen buddhistischen Universitäten (Mahachulalongkornrajavidyalaya-Universität) Südostasiens beherbergt, bildet der Wat Phra Kaeo auf der Rattanakosin-Insel das historische Zentrum der Stadt.
In Bangkok befinden sich zudem das thailändische Nationalmuseum, die Nationalgalerie, die Nationalbibliothek und das Nationaltheater.

### Theater

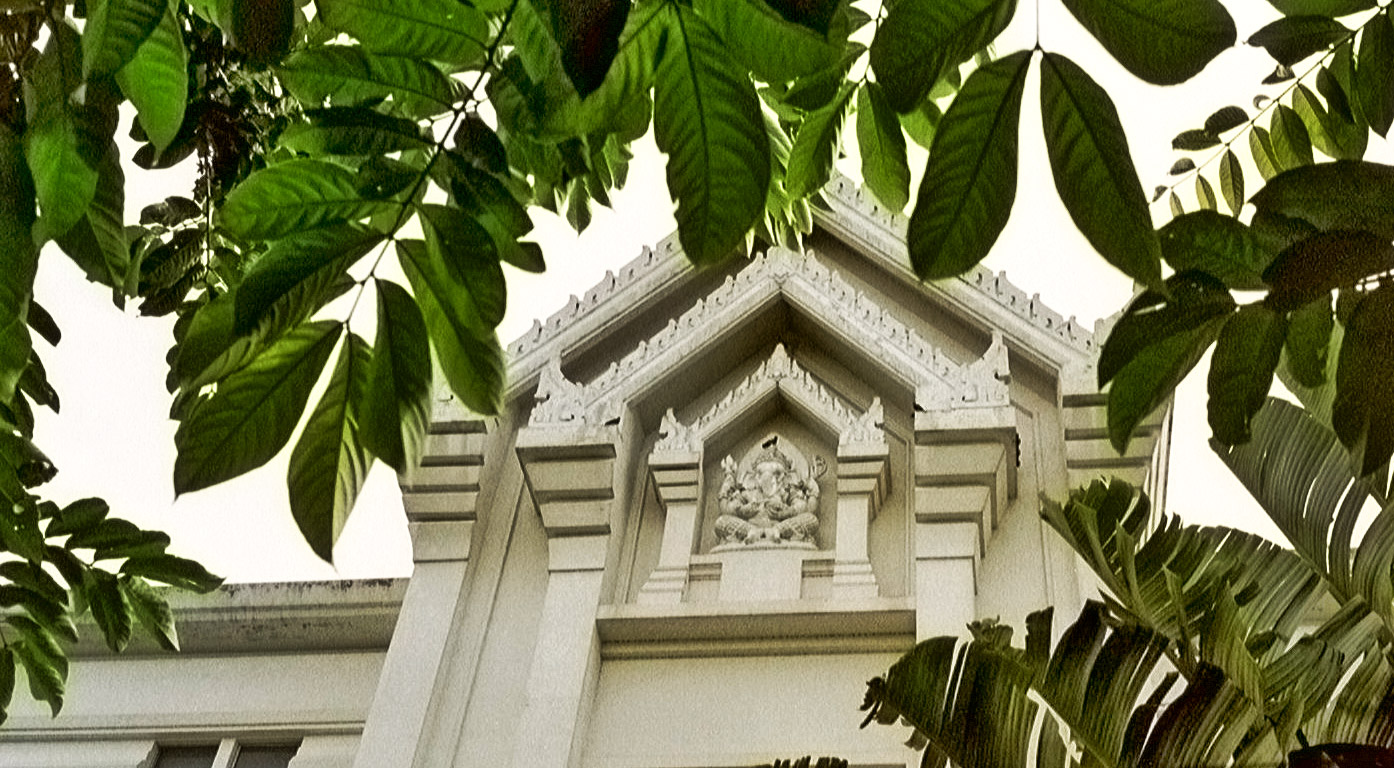
Ganesha-Relief, Nationaltheater, Bangkok

Das Nationaltheater in Bangkok befindet sich auf dem Gelände des alten Wang Na, des Palastes des Zweiten Königs von Thailand (des Uparat) an der Thanon Na Phra That. Vor dem Osteingang befindet sich eine Statue von Phra Pinklao, der als jüngerer Bruder von König Mongkut von diesem zum vorletzten Uparat ernannt wurde.
Das Gebäude wurde nach einem Brand von 1960 bis 1965 in seiner gegenwärtigen Form aufgebaut: das T-förmige Gebäude zeigt eine Mischform thailändischer und westlicher Baukunst. Über dem Haupteingang des Theaters befindet sich ein Relief, das den Schutzgott der Künste, den hinduistischen Gott Ganesha darstellt. Im Gebäude finden Aufführungen des klassischen thailändischen Tanzes statt. Der Saal besitzt eine originelle Trapezform. 2006 wurden Renovierungsarbeiten durchgeführt.

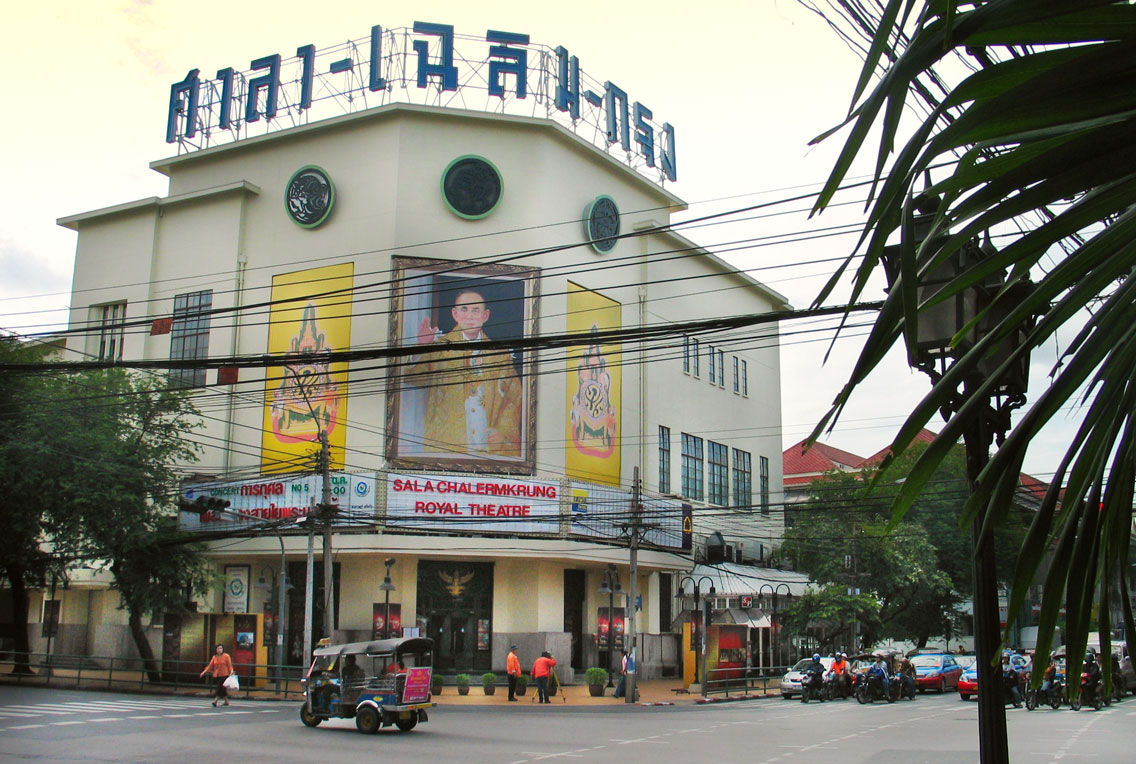
Sala Chalermkrung

Das königliche Theater Sala Chalermkrung (สาลา-เฉลิม-กรุง) war ein Geschenk von König Prajadhipok (Rama VII.) an sein Volk und wurde am 2. Juli 1933 zum 150. Rattanakosin-Jubiläum eröffnet. Es war das erste Theater Thailands mit Klimaanlage und auch das erste Kino Thailands. Seit 2006 wird hier der thailändische Maskentanz Khon regelmäßig aufgeführt, der Szenen aus dem Epos Ramakien enthält.
Im neu erbauten Joe Louis Theatre auf dem Gelände des Suan-Lum-Night-Bazaar wird das Ramayana-Epos als thailändisches Puppenspiel aufgeführt. Vor der Aufführung werden die traditionellen Figuren vorgestellt. Drei Künstler agieren mit bunten, aufwändig bestickten Stabpuppen, die vom Familienoberhaupt Sakorn Yanghiawsod (Joe Louis) seit den 1950er Jahren angefertigt werden.

### Museen

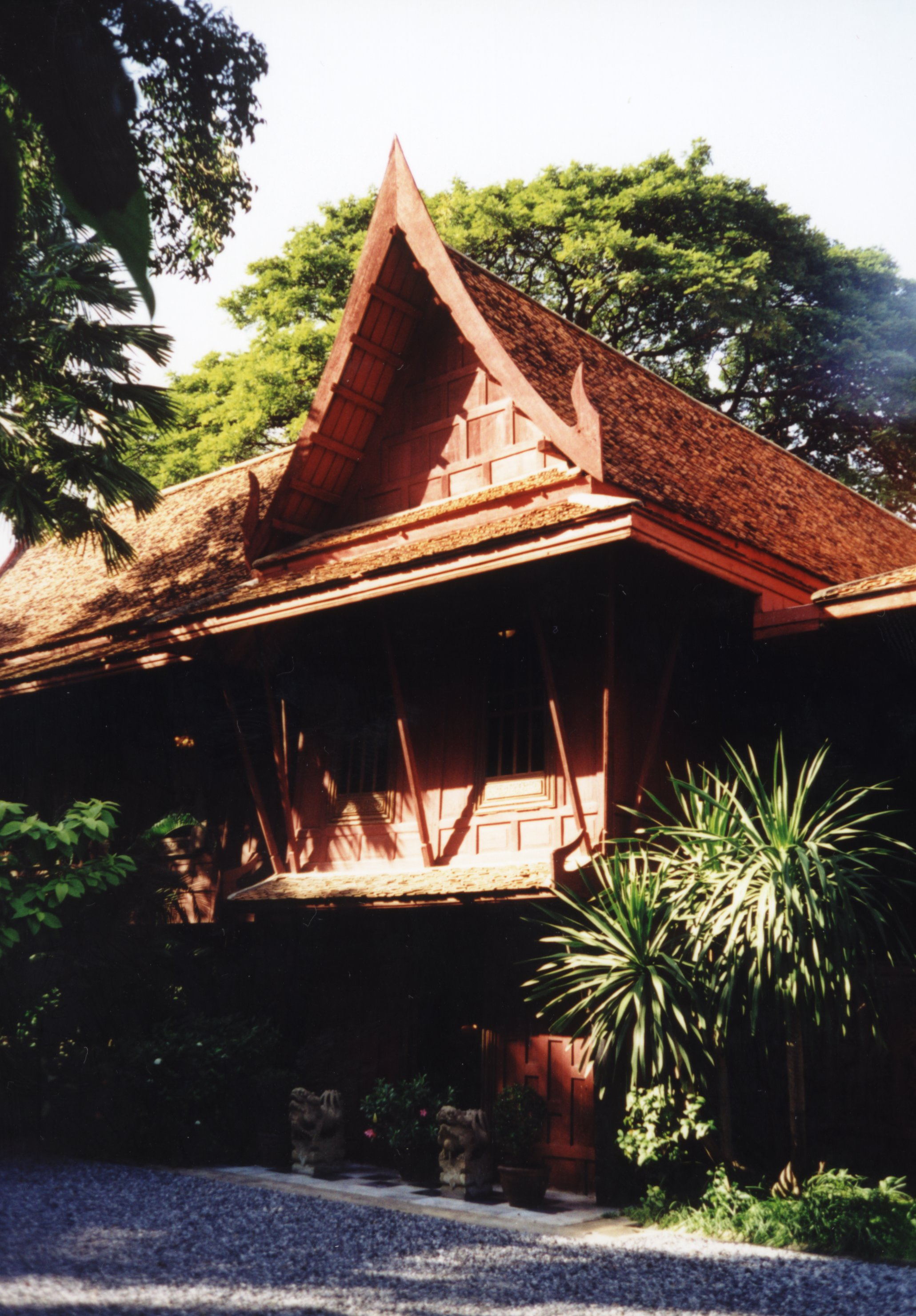
Jim-Thompson-Haus

Das Nationalmuseum beherbergt eine beachtliche Sammlung von Artefakten und Kunstgegenständen von der thailändischen Bronzezeit bis zur neuesten Zeit. Der ganze Komplex besteht aus historischen Gebäuden im thailändischen Stil, befand sich hier doch bis zur Zeit von König Chulalongkorn der Wang Na, der Palast des Uparat, des sogenannten Vize-Königs von Siam.
Die Bootshäuser am Khlong Bangkok Noi, einer Dependance des Nationalmuseums direkt hinter der Pinklao-Brücke, beherbergen die Königsbarken (Royal barges). Diese kunstvoll geschnitzten und verzierten Barken werden nur bei der königlichen Barkenprozession benutzt.
Die Nationalgalerie (National Gallery Museum) liegt gegenüber dem Nationalmuseum an der Thanon Chao Fa. Dort sind alte und zeitgenössische Gemälde bedeutender thailändischer Künstler ausgestellt.
Jim Thompsons Thai-Haus am Khlong Saen Saep in der Soi Kasemsan 2, einer Quergasse der Rama-I.-Straße (Thanon Phra Ram 1), ist ein Ensemble aus mehreren, einander zugeordneten Holzhäusern im altthailändischen Stil. Dieses wurde von Jim Thompson (* 1906), jenem legendenumwobenen Mann geschaffen, der nach Ende des Zweiten Weltkrieges die thailändische Seidenindustrie wiederbelebt und weltbekannt gemacht hat, und der 1967 unter mysteriösen Umständen spurlos verschwunden ist. Heute ist der Komplex ein Museum, in dem Thompsons exquisite Sammlung asiatischer Kunst zu sehen ist. Nur etwa 500 Meter Fußweg entfernt liegt das Kunst- und Kulturzentrum Bangkok.
Der Wang Suan Pakkad (Suan-Pakkad-Palast) ist ein Komplex von acht Thai-Häusern inmitten eines Gartens an der Thanon Si Ayutthaya. Früher die Residenz von Prinz Chumbhot, beherbergt er eine bedeutende Sammlung asiatischer Antiquitäten. Besonders sehenswert ist dabei der „Lackpavillon“, ein kleiner Holzpavillon aus der Zeit von König Narai von Ayutthaya (1656–1688), der bis zum Jahr 1959 im Wat Ban Kling bei Ayutthaya als Kuti diente. Er ist ausgeschmückt mit Wandbildern in Lai-Rot-Nam-Technik (Schwarzgoldlack) aus der späten Ayutthaya- oder frühen Rattanakosin-Periode.
Im Bangkok Doll Museum (Puppenmuseum) in der Soi Ratchataphan hinter der Thanon Ratchaprarop werden Puppen aus einheimischer Fabrikation ausgestellt. Im Ban Kamthieng, einem 200 Jahre alten Thai-Haus im Lan-Na-Thai-Stil im Garten der Siam Society in der Thanon Asok Montri ist eine Sammlung von Arbeitsgeräten thailändischer Bauern und Fischer zu sehen.
Die Queen’s Gallery an der Thanon Ratchadamnoen nahe der Phan-Fa-Lilat-Brücke zeigt regelmäßig auf vier Etagen Ausstellungen bekannter und weniger bekannter zeitgenössischer thailändischer Künstler. Oft sind diese Ausstellungen von Königin Sirikit gesponsert.
Das Museum Siam zeigt Exponate zu den Themen Thailändische Geschichte und Thailändische Lebensweise.

### Bauwerke

#### Großer Palast und Wat Phra Kaeo

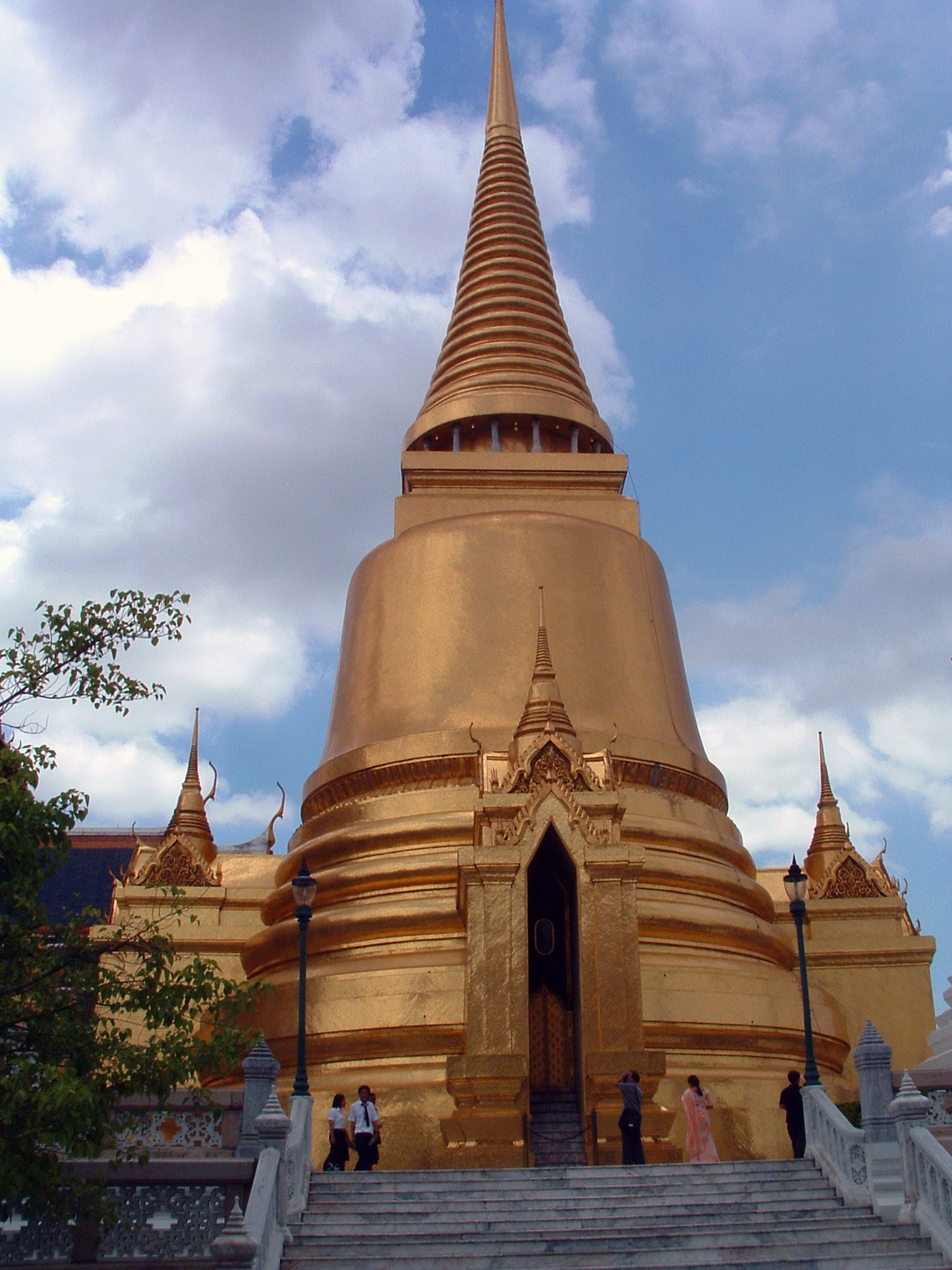
Phra Sri Rattana Chedi im Wat Phra Kaeo

Dieses bedeutendste Wahrzeichen Bangkoks am Ufer des Chao Phraya besteht aus über 100 Gebäuden in verschiedenen architektonischen Stilen. Das gesamte Gelände mit einer Fläche von mehr als 200.000 Quadratmetern wird von einer 1,9 Kilometer langen zinnenbewehrten Mauer umfasst.
Ein besonderes Kleinod dieses Ensembles ist der Wat Phra Kaeo (Tempel des Smaragd-Buddha), ein Glanzstück thailändischer Kunst. Zu seinen Kostbarkeiten gehört der Smaragd-Buddha, die am meisten verehrte Buddhastatue Thailands.
Weitere Attraktionen dieses großen Palastes sind die Amarin-Winichai-Thronhalle, die Dusit-Maha-Prasat-Thronhalle und der große Chakri-Palast. Weiter dazu zählen der „Royal Thai Decorations and Coin Pavillon“ mit einer ständigen Ausstellung königlicher Insignien, Preziosen, Medaillen und Münzen sowie anderer Zahlungsmittel, die Anfang des 11. Jahrhunderts in Umlauf waren.
Vor dem Großen Palast befindet sich der Sanam Luang (auch Phramen-Ground, also das „Phra-Meru“-Feld genannt), ein weitläufiger, von Tamarindenbäumen umsäumter Paradeplatz, der seit der Gründung Bangkoks für die Kremation von Mitgliedern der königlichen Familie, aber auch für andere öffentliche Zeremonien benutzt wird, wie etwa die königliche Pflugzeremonie im Monat Mai. Um den Platz herum gruppieren sich mehrere Prachtbauten: das Amt der Schönen Künste (Fine Arts Department) mit der Silpakorn-Kunsthochschule, die Thammasat-Universität und das Nationalmuseum, das Nationaltheater, das Justizministerium sowie der Lak Müang (Stadtpfeiler), das spirituelle Zentrum der historischen Stadt.

#### Weitere Tempelanlagen
Wat Pho („Tempel des liegenden Buddha“) ist eine weitläufige Tempelanlage direkt südlich des Grand Palace. Dort befindet sich die riesige, mit Blattgold überzogene Statue eines liegenden Buddha – 46 Meter lang und 15 Meter hoch – seine Fußsohlen sind mit Perlmutt eingelegt. Wat Pho war einst auch die erste öffentliche Bildungseinrichtung des Landes. Der Tempel ist außerdem berühmt für seine traditionelle Thai-Massage.
Wat Arun („Der Tempel der Morgendämmerung“) ist ein beeindruckender Tempelbau und das Wahrzeichen Bangkoks auf dem anderen Ufer des Chao Praya, gegenüber dem Grand Palace. Seine etwa 75 Meter aufragende Pagode ist mit Porzellan-Kacheln überzogen und funkelt in der Sonne.
Wat Traimit („Tempel des Goldenen Buddha“) ist ein Heiligtum am Ende der Thanon Yaowarat in „Chinatown“, in der Nähe des Bangkoker Hauptbahnhof Hualampong. Dort thront ein drei Meter hoher Buddha aus fünfeinhalb Tonnen massivem Gold.
Wat Benchamabophit („Marmortempel“) liegt an der Thanon Si Ayutthaya, neben dem Chitralada-Palast, der Residenz von König Bhumibol Adulyadej. Dieser ist einer der neuesten Tempel Bangkoks. Er wurde während der Herrschaft von König Rama V. (1868–1910) aus weißem Carrara-Marmor errichtet. Auffällig sind Elemente der Sakralarchitektur Europas, zum Beispiel bunte Glasfenster. Im Wandelgang (Phra Rabieng) rund um den Ubosot befindet sich eine Sammlung von Buddha-Statuen aus Bronze der verschiedensten Kunststile Thailands.
Wat Suthat an der Thanon Bamrung Mueang ist bekannt für seine erlesenen Wandgemälde aus dem 19. Jahrhundert, die noch anlässlich des 200-jährigen Jubiläums der Stadt Bangkok mit finanzieller Hilfe der Bundesrepublik Deutschland restauriert worden waren. Die Riesenschaukel vor dem Tempel, Sao Ching Cha genannt, wurde vor langer Zeit für brahmanische Rituale verwendet. Einige Geschäfte in der Umgebung bieten buddhistische Devotionalien feil.
Wat Saket („Der Goldene Berg“): Das Interessanteste an diesem Tempel ist der aus dem 19. Jahrhundert stammende sogenannte „Goldene Berg“. Der goldene Chedi, der einen künstlichen Hügel mit seiner 87 Meter hohen vergoldeten Pagode krönt, beherbergt Buddha-Reliquien. Von dort kann die Altstadt von Bangkok besichtigt werden.
Weitere bedeutende Tempel im Zentrum von Bangkok sind Wat Mahathat am Rand des Sanam Luang Felds, der die Haupt-Universität der buddhistischen Mahanikai-Glaubensgemeinschaft, die Mahachulalongkornrajavidyalaya-Universität beherbergt, Wat Ratchanatdaram an der Thanon Ratchadamnoen hinter dem Rama-III-Memorial-Park mit seinem Loha Prasat (einer Pagode, die aufgrund ihres Baumaterials „Eisen-Palast“ genannt wird), Wat Ratchabopit, ein Tempel an der Thanon Ban Mo mit einer Mischung von einheimischen und europäischen Stilelementen sowie Wat Intharawihan in der Thanon Wisutkasat mit einer 32 Meter hohen stehenden Buddhafigur.
Zu einer umfangreichen Übersicht siehe auch Liste buddhistischer Tempel in Bangkok.

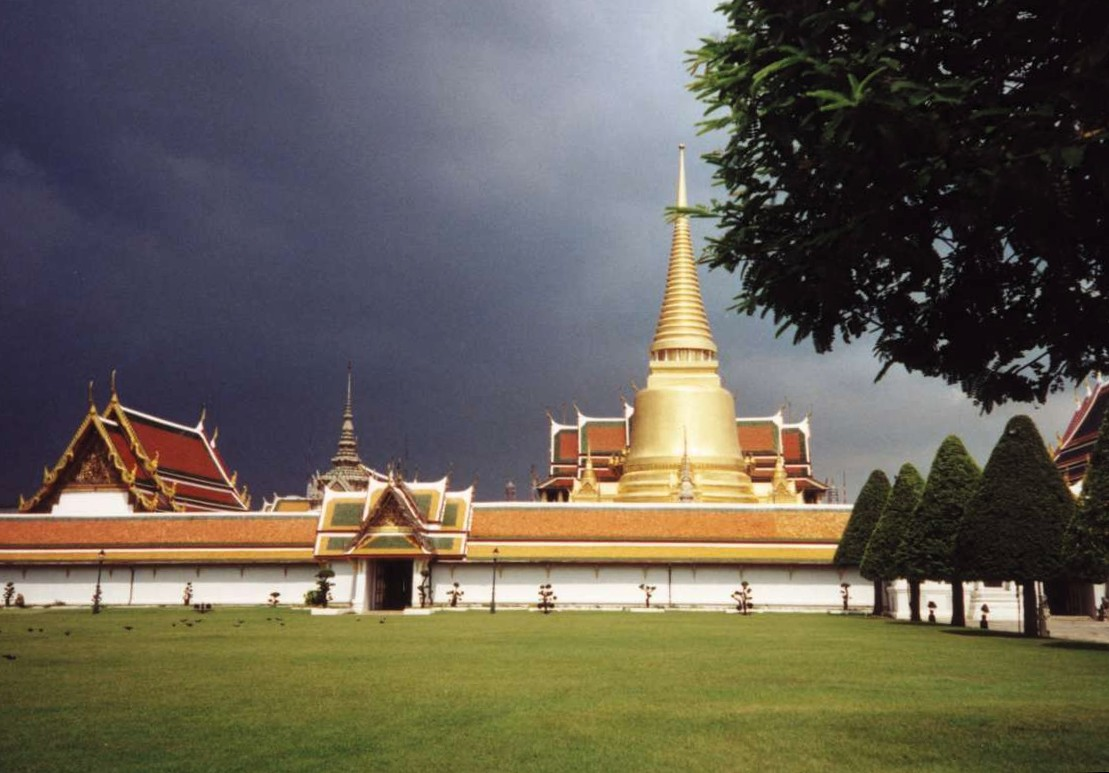
Wat Phra Kaeo
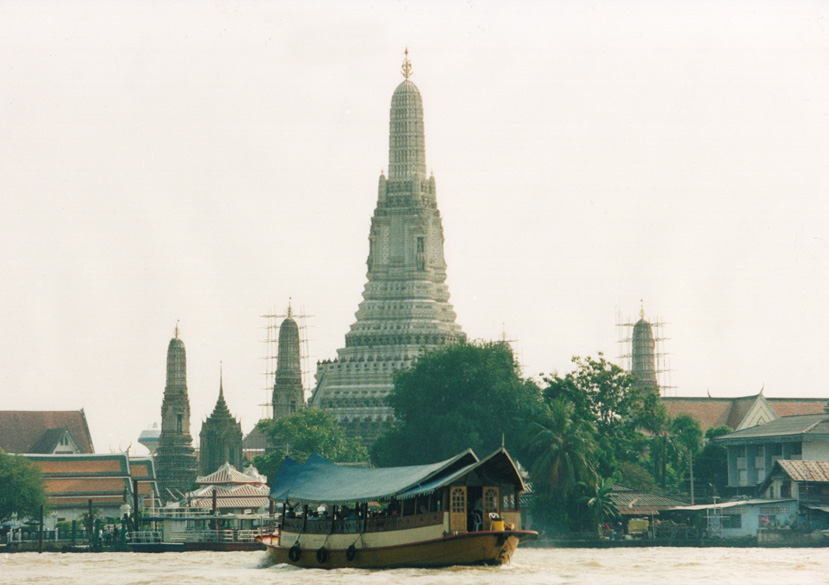
Wat Arun
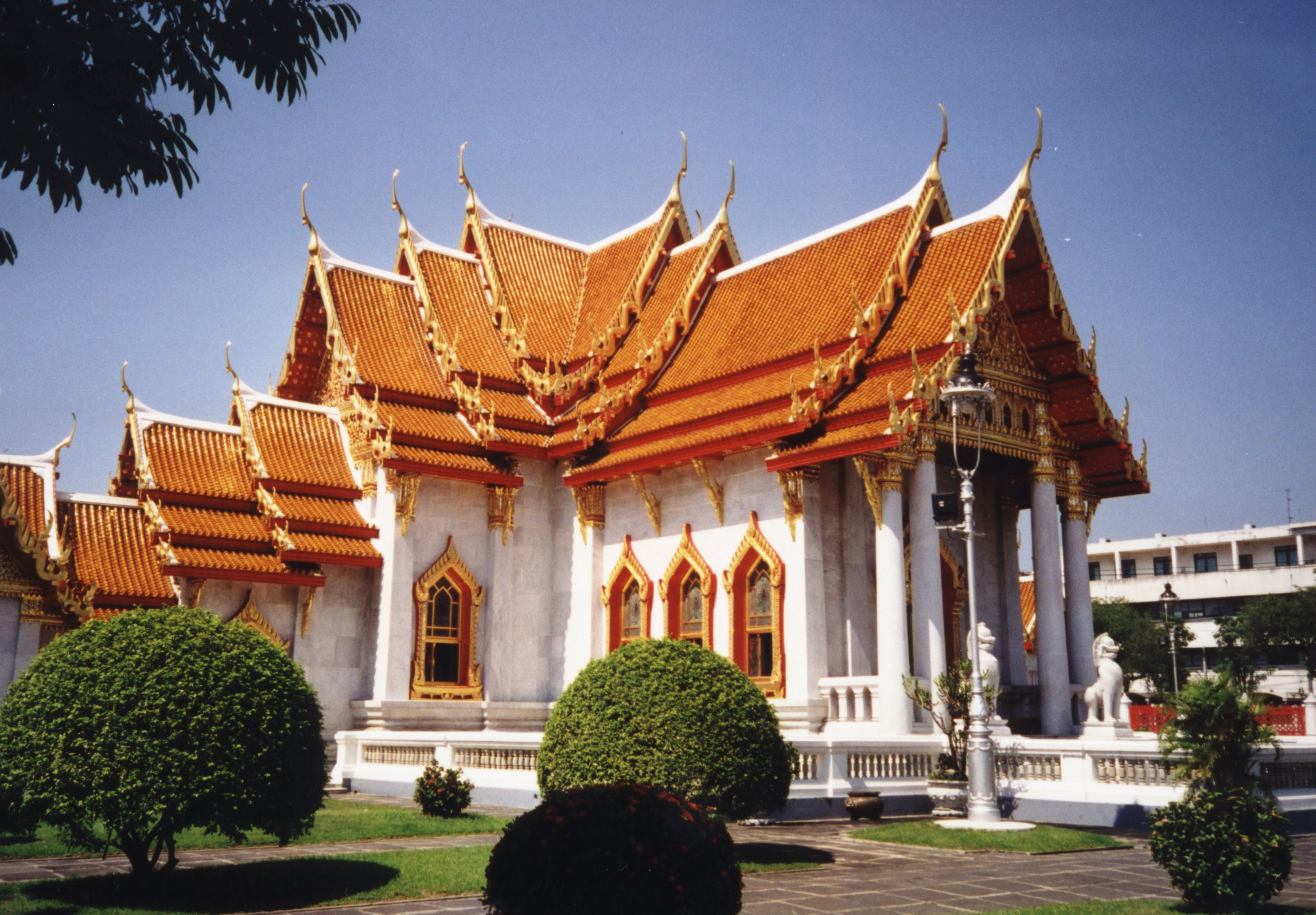
Wat Benchamabophit
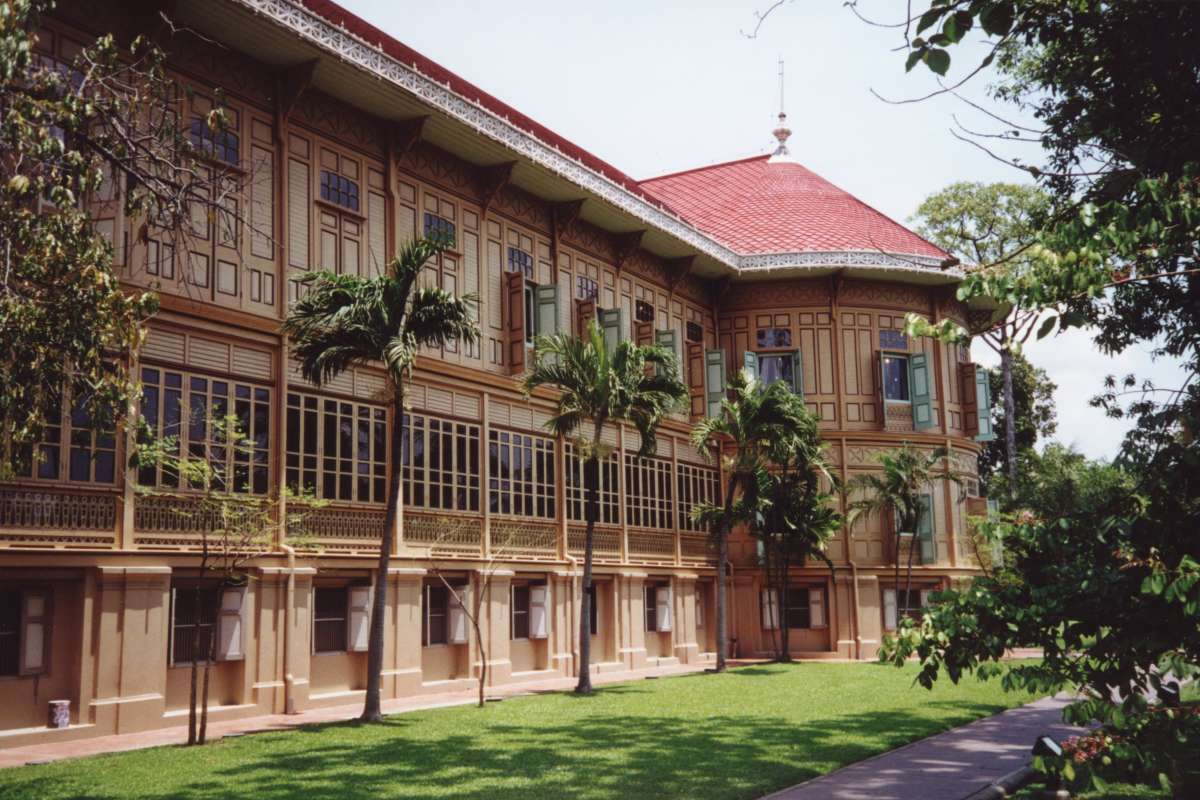
Wimanmek-Palast

#### Weitere Bauwerke
Lak Müang (Schrein der Stadtsäule), das Bangkoker „Stadtheiligtum“, liegt an der Südostecke des Sanam Luang Feldes. Es beherbergt den von König Rama I. (1736–1809) gelegten Grundstein Bangkoks – eigentlich eine Säule. Diese steht im Ruf, Wünsche zu erfüllen. Den ganzen Tag lang werden von den Gläubigen Tänzerinnen dafür bezahlt, mit ihren Tänzen die dort ansässigen Stadtgeister zu betören und ihnen so Gesundheit und Wohlstand abzuhandeln.
Der Wimanmek-Palast (das himmlische Palais) – es ist das größte Teakholz-Gebäude der Welt – liegt hinter dem Parlament. Es beherbergt auf drei Stockwerken 81 Zimmer, Säle und Vorzimmer und ist mit Erinnerungsstücken des Königshauses von Ende des 19. Jahrhunderts möbliert. Das Teakholz ist an zahlreichen Stellen mit Blattgold überzogen.
Sehenswert sind auch der Chao Phraya und die noch erhalten gebliebenen Kanäle von Bangkok (Khlongs), die noch bis zur Mitte des 20. Jahrhunderts weite Teile der Stadt durchzogen. Für den Bau von Straßen wurden viele dieser alten Verkehrswege zugeschüttet. Zusammen mit dem Chao Phraya, dem „Fluss der Könige“, zeigen sie anschaulich, wie das Leben und Treiben auf dem Wasser im Wesentlichen schon seit einigen Jahrhunderten kaum verändert abläuft.
Sehenswürdigkeiten am Chao Phraya sind die Phra-Phutthayotfa-Brücke (umgangssprachlich Thai „Saphan Phut“, englisch „Memorial Bridge“), die erste Brücke zwischen Bangkok und Thonburi, eingeweiht zum 150. Jahrestag der Gründung Bangkoks, und die Rama-VIII.-Brücke, die erst im Mai 2002 eingeweiht wurde.
Seit 1941 steht das Siegesdenkmal auf einem heute sehr verkehrsreichen Platz mit Kreisverkehr.

### Parks
Der Lumphini-Park ist der größte Park im Zentrum von Bangkok. Dort werden jeden Morgen „Tai-Chi“-Übungen praktiziert. Der Park ist ummauert und enthält einen künstlichen See, der mit mietbaren Ruder- und Tretbooten befahren werden kann. Der 576.000 Quadratmeter große Lumphini-Park wurde bereits in den 1920er Jahren von König Vajiravudh (Rama VI.) auf königlichem Grundbesitz geschaffen.
Im Dusit-Zoo, Bangkoks ältestem zoologischen Garten neben der Royal Plaza, sind die meisten bekannten afrikanischen und asiatischen Säugetiere und Vögel und noch viele weitere Tierarten zu sehen. Auf dem Areal befinden sich Cafés und ein künstlich angelegter See mit Flächen zur Erholung. Das Gelände wird von zwei Kanälen durchflossen, wovon einer im Herbst Austragungsort eines berühmten Floßwettbewerbs anlässlich des Loi-Krathong-Festes ist.
Sehenswert ist auch der König-Rama-IX.-Park, ein etwa 80 Hektar großer Park und botanischer Garten in der Soi 103 (Udomsuk) der Thanon Sukhumvit. Er wurde im Jahre 1987 anlässlich des 60. Geburtstages von König Bhumibol Adulyadej eröffnet.
Der Rommaninat-Park an der Thanon Maha Chai war bis Mitte der 1990er Jahre das Stadtgefängnis von Bangkok. Die Stadtverwaltung siedelte das Gefängnis vor die Tore der Stadt aus und machte einen schönen Park daraus. Er bietet für viele Anwohner eine allabendliche Sport- und Erholungsmöglichkeit.

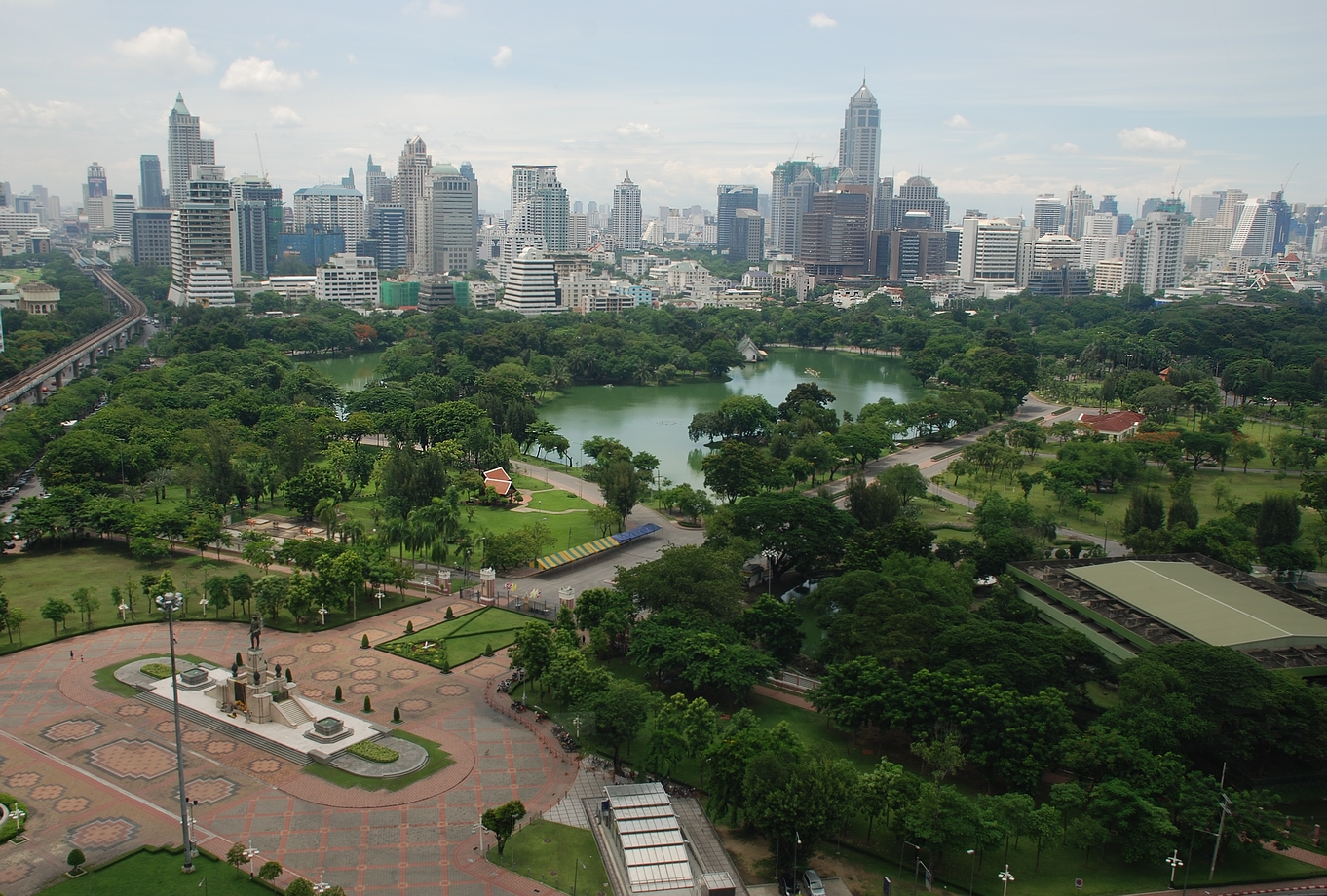
Blick auf den Lumphini-Park
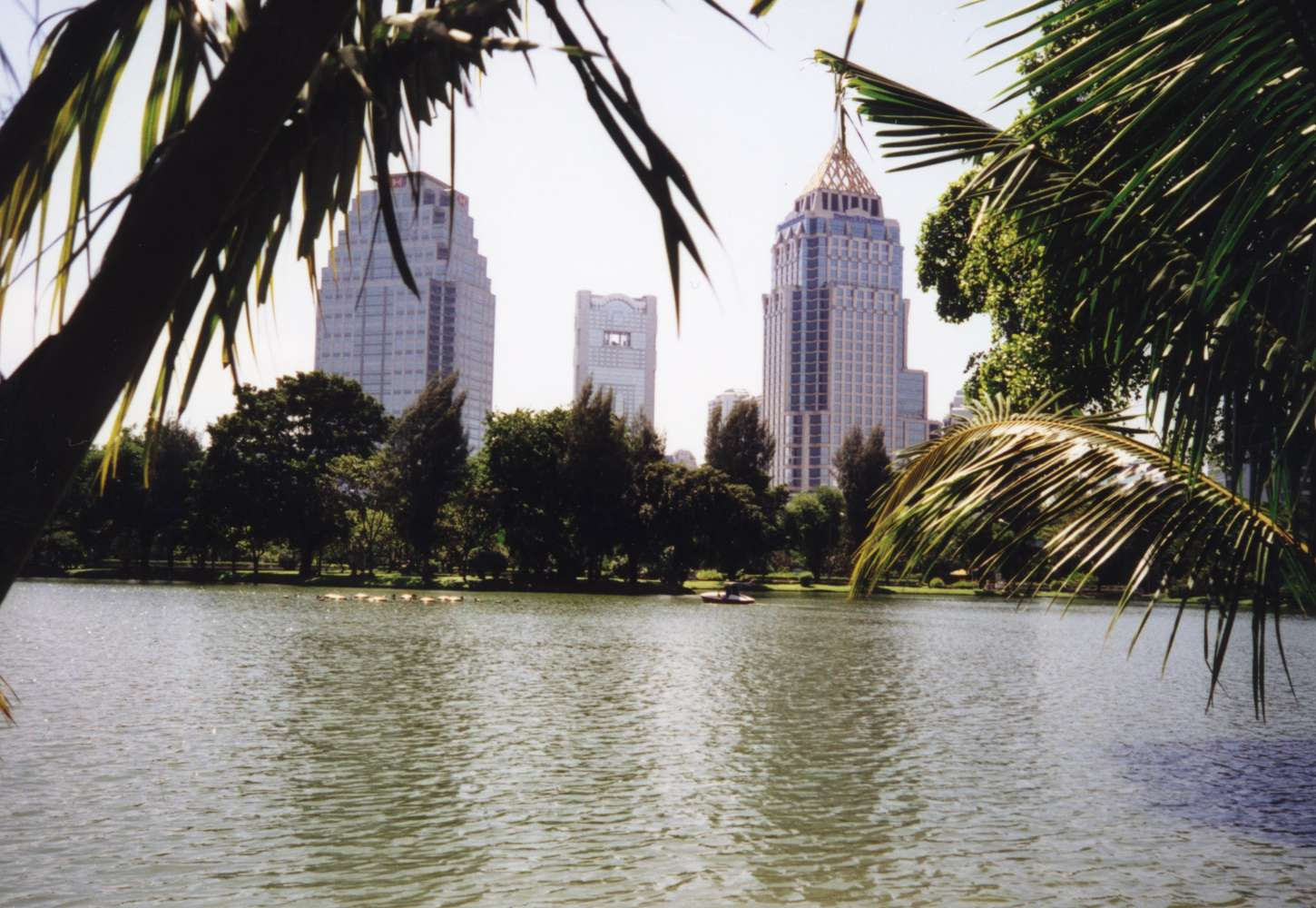
Lumphini-Park
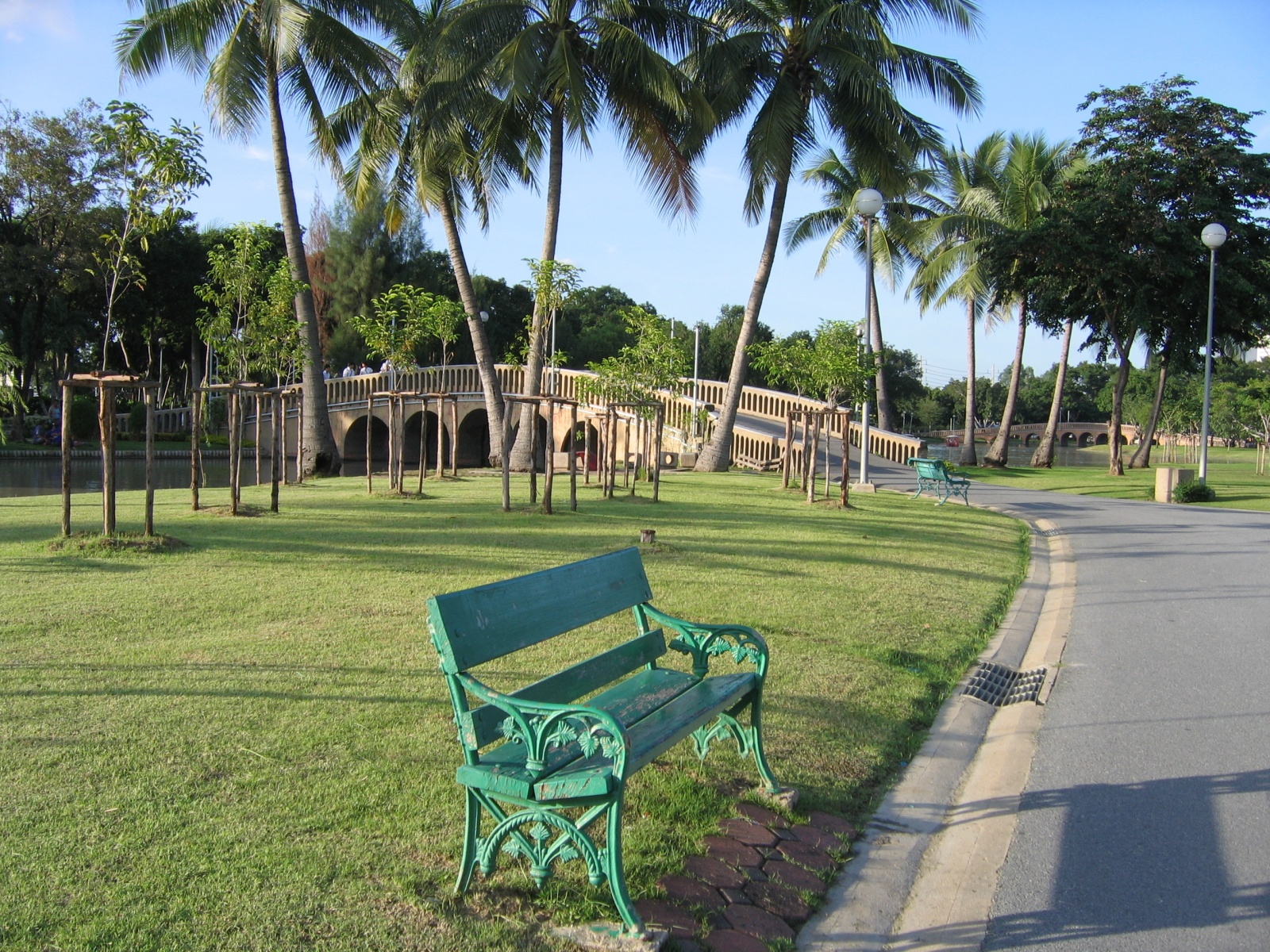
Chatuchak-Park
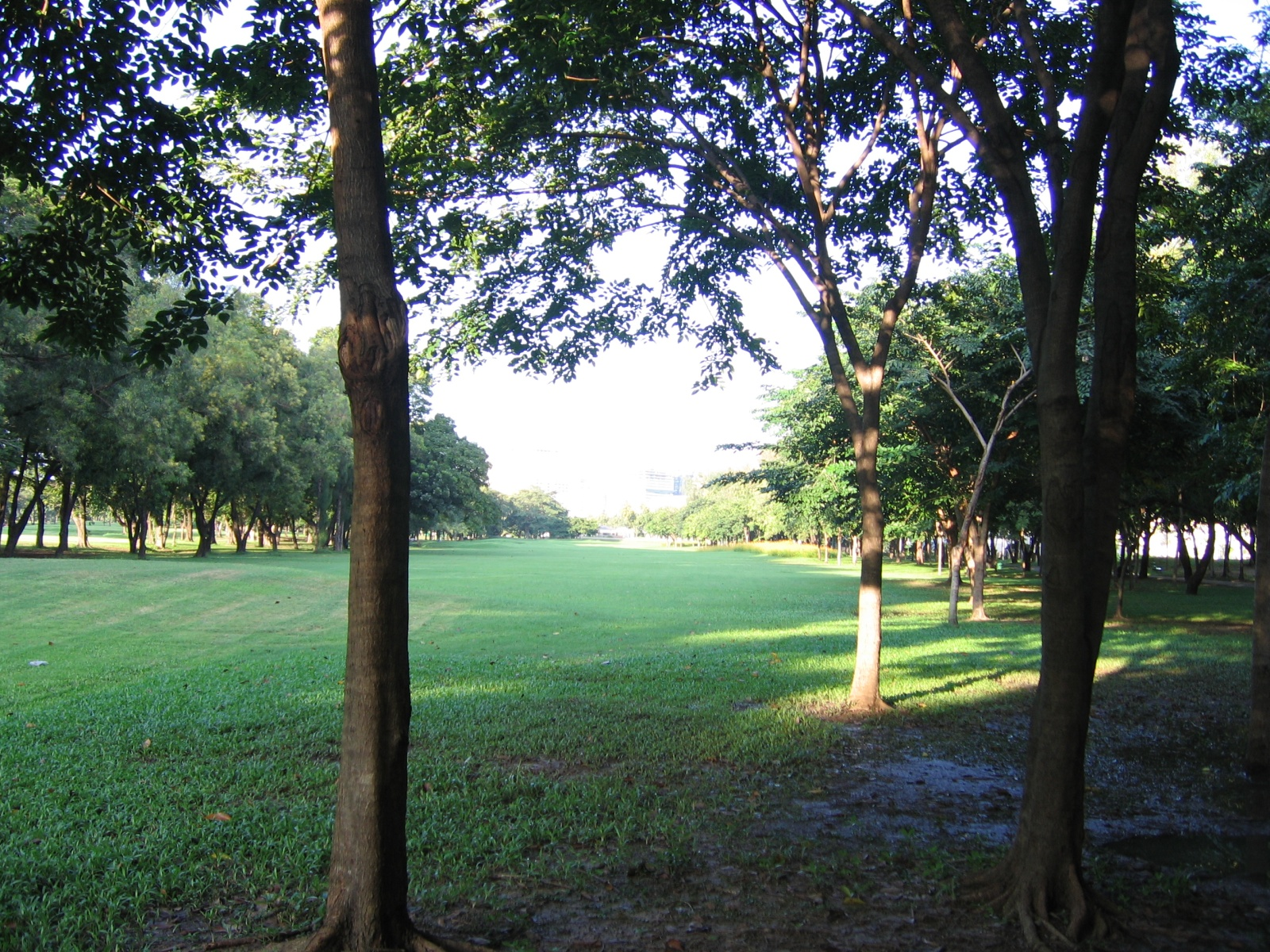
Wachirabenchatat Park, Chatuchak Distrikt

### Sport
In zwei großen und mehreren kleinen über Bangkok verteilten Stadien gibt es die Möglichkeit, den thailändischen Nationalsport Muay Thai, besser bekannt unter dem Namen Thaiboxen, mit all seinen Ritualen anschauen zu können. Sowohl im Lumpini- als auch im Ratchadamnoen-Stadion sind einige der besten Kämpfer des Landes zu sehen. Die Veranstaltungen finden die ganze Woche abwechselnd in beiden Stadien statt. Abgesehen vom Kampf im Ring findet zusätzliche Unterhaltung durch das Wetten auf den Ausgang der Kämpfe und durch Musikbegleitung statt, die von einem traditionellen Ensemble (Pi Phat) gespielt wird, das auf der Pi oder „Thai-Oboe“ basiert.
Eine andere beliebte Sportart ist das traditionelle „Sepak Takraw“. Hierbei handelt es sich um eine Art Ballspiel, bei dem ein geflochtener Rattanball mit allen Teilen des Körpers – außer mit den Händen – so lang wie möglich in der Luft gehalten werden muss. Professionelle Teams spielen auf dem Sanam-Luang-Feld vor dem Großen Palast in Bangkok gegeneinander. Eine weitere Version dieser Sportart ist das Netztakro, das im Nationalstadium und im Hua Mak-Stadion gespielt wird.
Ebenfalls ein traditioneller Sport in Thailand ist der Drachenkampf, bei dem ein symbolischer Kampf der Geschlechter in der Luft stattfindet. Hierbei kämpfen die großen „männlichen“ Drachen, genannt Chula, gegen die kleineren, „weiblichen“ Pakpao. Die riesigen Chulas müssen von einem ganzen Team Männer gelenkt werden. Diese bunten Veranstaltungen finden im März und April auf dem Sanam-Luang-Feld statt, weil dann jeden Nachmittag der dazu notwendige Wind aufkommt.
Neben den traditionellen, für Thailand typische Sportarten, wird in Bangkok auch Fußball gespielt. Im Rajamangala-Nationalstadion trägt die thailändische Fußballnationalmannschaft fast alle ihre Heimspiele aus. Daneben gibt es fünf Fußballvereine, die in der höchsten Liga des Landes, der Thai Premier League spielen.
Zudem sind in Bangkok Galopprennen sehr populär. Hierbei ist das Wetten auf den Ausgang der Rennen legal. Es gibt in Bangkok sogar zwei Galopprennbahnen: der „Royal Bangkok Sports Club“ und der „Royal Turf Club of Thailand“.

### Regelmäßige Veranstaltungen

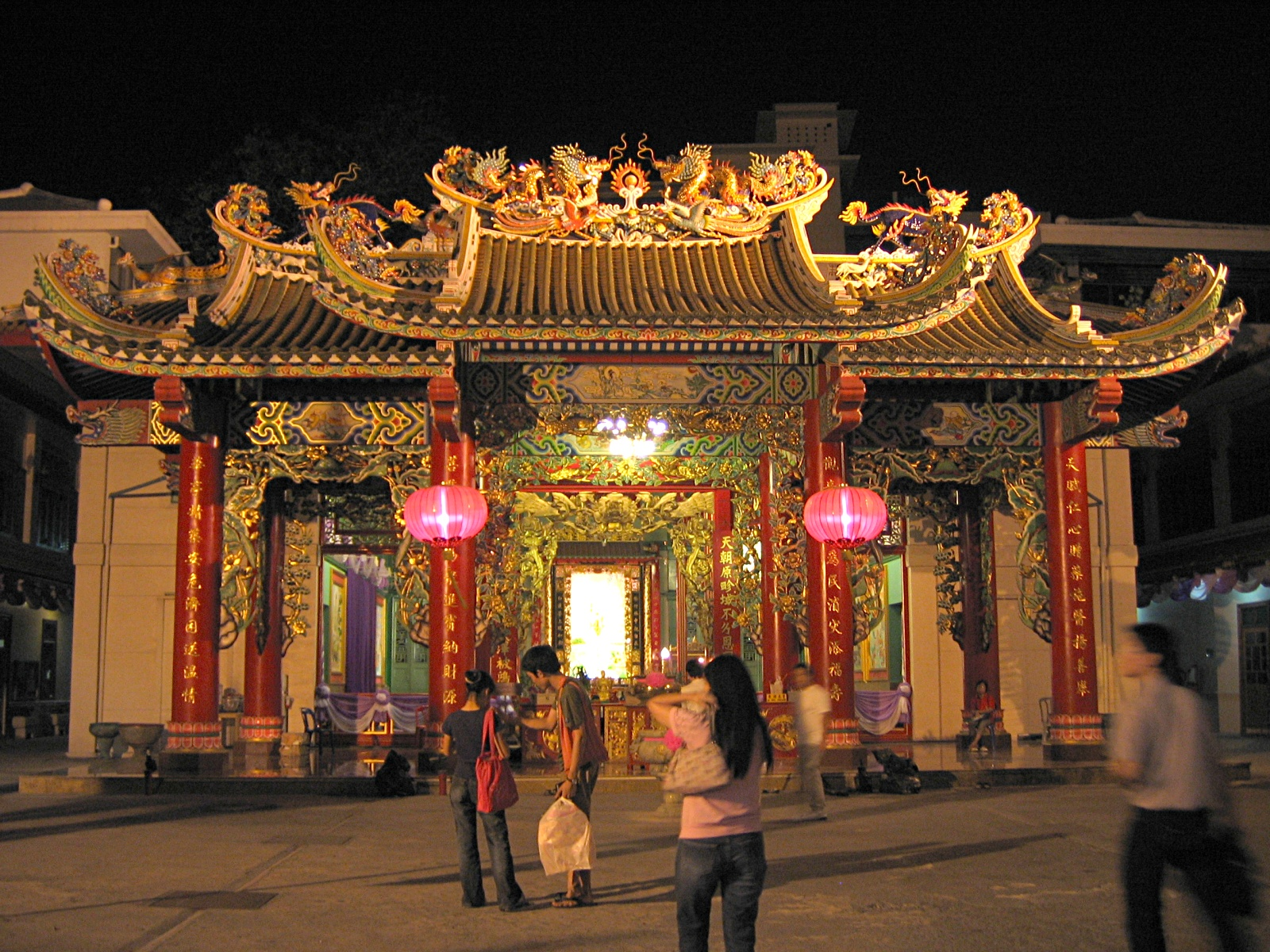
Thien Fa Schrein während des chinesischen Neujahrsfestes

Staatliche Feiertage und große religiöse Feste werden in Bangkok besonders prunkvoll begangen: Zum Geburtstag der Königin oder des Königs (5. Dezember) finden Paraden in den geschmückten Straßen statt. Bei großen Festen werden sogar die Königlichen Barken zu Wasser gelassen. Auch das chinesische Neujahrsfest ist Anlass zu dreitägigen Feierlichkeiten in Chinatown.
Wisakha Bucha, das größte buddhistische Fest, wird im Wat Phra Keo und auf dem Sanam Luang begangen. Bereits ab acht Uhr ziehen 30 bis 40 liebevoll dekorierte Wagen mit Statuen, die Szenen aus dem Leben von Buddha darstellen, durch die Thanon Rachdamnoen zum Königspalast.
Während der kühlen Jahreszeit von Mitte Februar bis Ende März finden auf dem Sanam Luang Drachenwettkämpfe statt. Zur Pflugzeremonie auf dem Sanam Luang Mitte Mai strömen Bauern aus dem ganzen Land nach Bangkok. Während der Songkran-Feiern werden in Bangkoks Straßen wahre Wasserschlachten ausgetragen. Zu dieser Zeit führen zahlreiche Absperrungen zum Verkehrschaos, vor allem in der Altstadt; in Chinatown ist es hingegen ruhig.

### Gastronomie

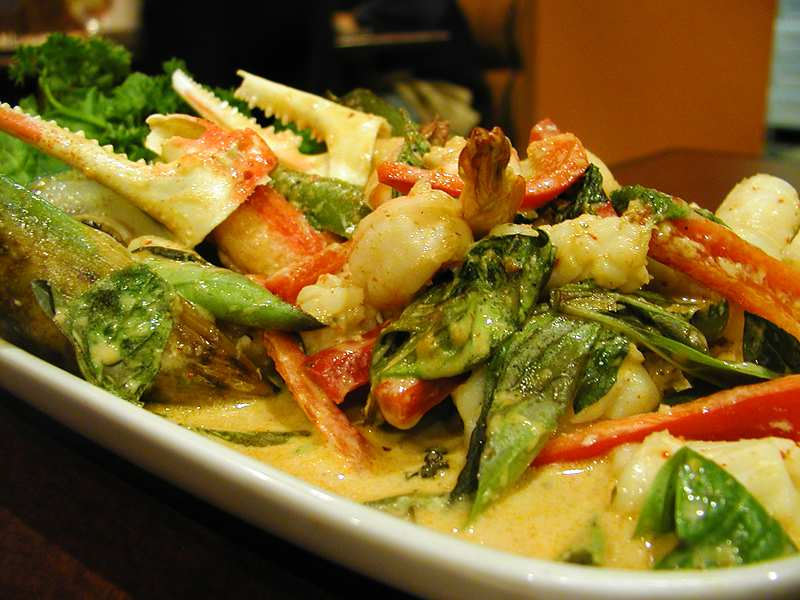
Thai Curry mit Meeresfrüchten

In Bangkok gibt es Restaurants für praktisch jeden Geschmack. Alle wichtigen europäischen, nah- und fernöstlichen Geschmacksrichtungen sind in vielen Feinschmecker-Restaurants vertreten. Die höchste Restaurant-Dichte haben wohl die Gebiete, in denen sich die Touristen hauptsächlich aufhalten, allen voran die Thanon Sukhumvit mit ihren zahlreichen Nebenstraßen. Reiseführer behaupten, in diesen Gebieten sei man nie weiter als 50 Meter vom nächsten Restaurant entfernt.
Dennoch gibt es einige erwähnenswerte Besonderheiten in Bangkok:
- Garküchen, Straßen-, Marktstände: An den zahlreichen Garküchen und Straßenständen, die sich in Bangkok praktisch „an jeder Straßenecke“ befinden, kann man für europäische Verhältnisse unglaublich preiswert satt essen, muss aber auch Abstriche an Ausstattung und Hygiene machen. Das Essen aus diesen Freiluft-Küchen ist aus dem täglichen Leben vieler Thais in den großen Städten nicht mehr wegzudenken. Hausfrauen kochen immer seltener selbst, sie werden schon scherzhaft „Plastic Bag Housewives“ genannt, da sie das Garküchen-Essen in Plastiktüten nach Hause tragen. Noch vor 100 Jahren, als Bangkok noch das „Venedig des Ostens“ war, wurden Snacks, Nudelsuppen oder vollständige Mahlzeiten hauptsächlich aus kleinen Booten heraus verkauft, heute können diese Stände aus zwei Rattankörben bestehen, die über der Schulter getragen werden, es mögen Handkarren sein, Motorrad-Beiwagen oder auch einfache Tische, die am Straßenrand stehen.
- Food Courts, Food Center: Eine mehr oder weniger große Anzahl von Garküchen in einer hygienischen Umgebung – meist im Souterrain oder im obersten Stockwerk der großen Einkaufszentren und Supermärkte. Jede Garküche stellt ihre eigene Spezialität her. Bezahlt wird hier nicht mit Bargeld, sondern mit „Coupons“ in verschiedenen Denotationen, die vorher am Eingang gekauft werden können, nicht benutzte Coupons können zurückgegeben werden. Zunehmend kommen statt Coupons aufladbare Plastikkarten zum Einsatz.
- Riverside: Viele alteingesessene Restaurants in Bangkok befinden sich am Ufer des Chao Phraya. Manche Terrassen liegen direkt am Ufer, andere sind auf Stelzen in den Fluss hinein gebaut. Das Essen ist traditionell thailändisch.
- Hotel Dining: Die großen Hotels der Stadt versuchen sich regelmäßig gegenseitig zu übertreffen, indem sie Sonderangebote oder Essen vom Buffet „soviel man essen kann“ anbieten. In den Tageszeitungen gibt es täglich seitenlange Hinweise auf spezielle Veranstaltungen oder Sonderpreise in den Hotel-Restaurants.
  - English afternoon tea: Einige Hotels, allen voran das Oriental Hotel im renovierten Author’s Wing, bieten auch den englischen Nachmittagstee an. Dies ist weniger eine Veranstaltung zum satt werden, sondern eher eine gesellschaftliche Möglichkeit, den heißen Nachmittag bis zum nächsten Abendessen zu überbrücken, so wie es vor 100 Jahren die westliche Aristokratie vorführte.
  - Dinner Cruises: Mehrere Hotels und Restaurants bieten Rundfahrten mit Restaurant-Service an. Die Auswahl geht vom großen „Riverside 2“, einem fast 100 Meter langen, modernen Flussschiff mit Restaurants für über 1000 Menschen, bis zur „Mahora“, einer antiken, hölzernen Reisbarke, die zum schwimmenden Restaurant für kleinere Gesellschaften umgebaut wurde. Die Fahrt dauert etwa zwei bis drei Stunden, sie führt eine Strecke den Fluss hinab, dann zurück zum Ausgangspunkt. Zur Unterhaltung wird Live-Musik geboten, auf den großen Schiffen mit lautstarker Disko-Musik bis hin zu kleinen Ensembles, die traditionelle Musik darbieten.

siehe auch: Thailändische Küche

### Handel

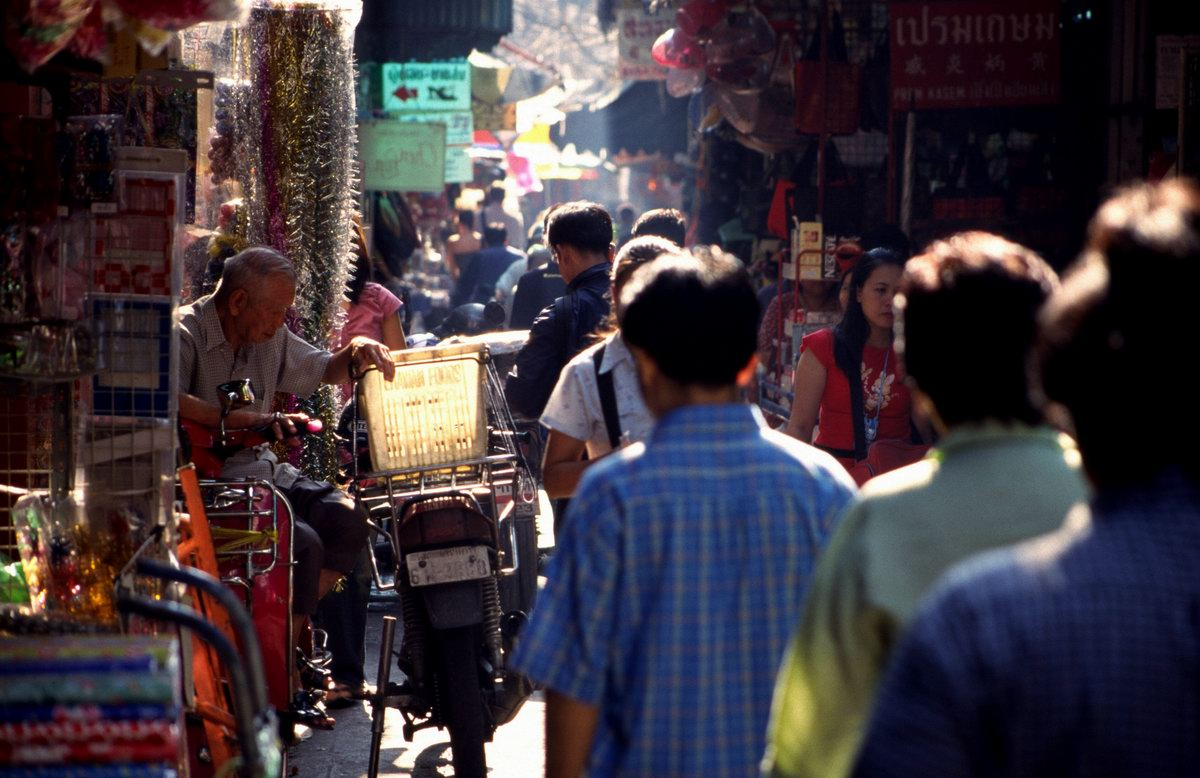
Markt in Bangkok

Große Einkaufszentren konzentrieren sich vor allem in der unteren Thanon Sukhumvit (Sukhumvit-Straße), der Thanon Silom (Silom-Straße) und besonders am Siam Square. Hier liegen das MBK, das Siam Discovery Center, Zen, Central World und das Siam Paragon nebeneinander, in dem es neben allen erdenklichen Luxusmarken wie Ferrari und Lamborghini auch ein riesiges begehbares Aquarium gibt.
In den Einkaufszentren sind Geschäfte, Büros, Restaurants, Kinos und Kaufhäuser untergebracht. Die Einkaufspaläste, die zu den größten der Welt zählen, liegen an den Ausfallstraßen außerhalb des Zentrums, beispielsweise Seacon Square und Seri Center in der Thanon Srinagarindra weit östlich der Innenstadt, sowie der Future Park im Stadtteil Rangsit, nördlich des Flughafens Don Mueang.
In der Millionenstadt Bangkok haben einige Märkte mit ländlichem Charakter überlebt, auf denen frisches Obst und Gemüse, Fisch und Fleisch angeboten wird. Die legendären schwimmenden Märkte gibt es allerdings nur noch außerhalb der Metropole. Auf den meisten Märkten Bangkoks werden vor allem Textilien und Drogerieartikel verkauft, aber auch Pflanzen und Souvenirs.
In Bangkok günstig angeboten werden Silber- und Niellowaren, Puppen und Masken, Holzschnitzereien, Abreibungen von Tempelreliefs auf dünnem Reispapier, Bronze-Artikel, Baumwolltextilien, Sonnenschirme, Fächer und vieles mehr. Der Handel mit Antiquitäten ist in Thailand seit 1989 verboten. Deshalb lebt eine ganze Branche von der Produktion teilweise täuschend echter Fälschungen.

## Wirtschaft und Infrastruktur
Laut einer Studie aus dem Jahr 2014 erwirtschafte der Großraum Bangkok ein Bruttoinlandsprodukt von 307 Milliarden US-Dollar in Kaufkraftparität. In der Rangliste der wirtschaftsstärksten Metropolregionen weltweit belegte er damit den 35. Platz. Das BIP pro Kopf liegt bei 19.705 US-Dollar (KKP). In der Stadt waren knapp 7 Millionen Arbeitskräfte beschäftigt.

### Wirtschaft

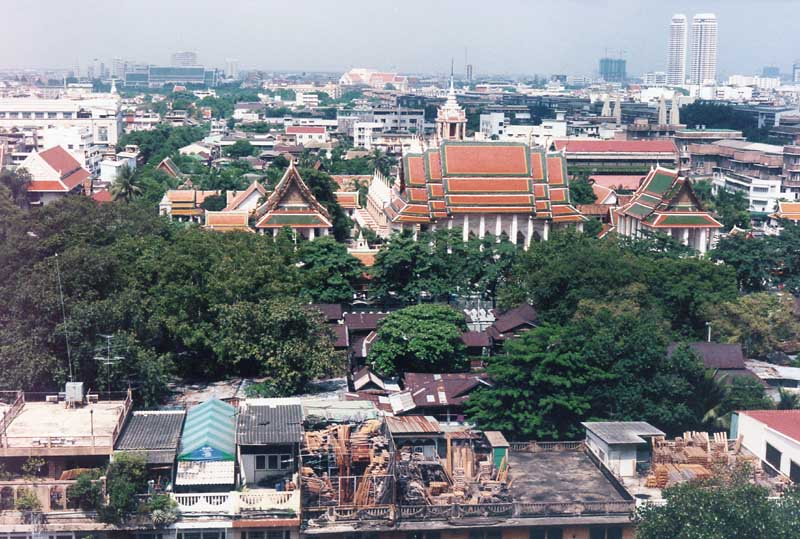
Blick über die Stadt

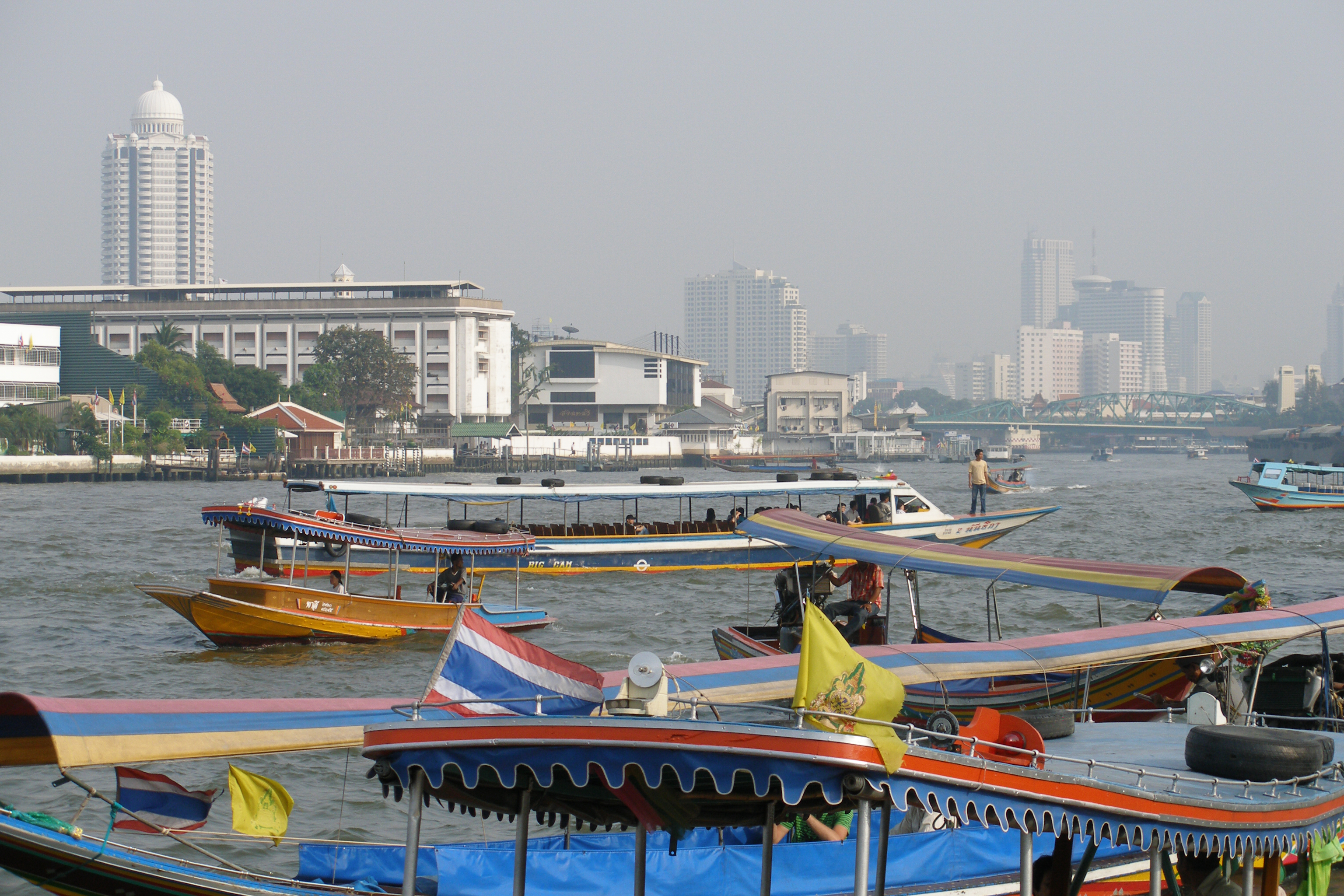
Der Chao Phraya

Die Stadt ist eines der bedeutendsten Wirtschafts- und Transportzentren in Südostasien. Bangkok ist sowohl Verkehrsknotenpunkt als auch Hafenstadt, über diese Stadt laufen 90 Prozent des Außenhandels; dort konzentrieren sich Industrie und Verwaltung. Die Stadt erwirtschaftete 2006 nach Angaben des Nationalen Statistikamtes (NSO) 28,0 % des Bruttoinlandsproduktes (BIP) des Landes; die Bangkok Metropolitan Region (BMR) 43,7 %. Das BIP Bangkoks betrug 2,190 Billionen Baht (Thailand: 7,816 Billionen). Es lag damit um das 261-fache über dem BIP der wirtschaftlich schwächsten Provinz Thailands, Mae Hong Son (BIP 2006: 8,406 Milliarden Baht).
Die Thailändische Börse (Stock Exchange of Thailand) hat ihren Sitz in Bangkok. Der Vorgänger wurde 1962 in privater Form einer limited partnership gegründet und 1963 als Bangkok Stock Exchange zur limited company. Seit dem 1. Januar 1991 trägt die Börse den heutigen Namen. Außerdem befinden sich in der Stadt das Hauptquartier der Wirtschafts- und Sozialkommission für Asien und den Pazifik der Vereinten Nationen (UN) sowie weitere UN-Stellen. Zahlreiche Weltkonzerne besitzen Büros oder Fabriken in Bangkok. Dazu gehören unter anderem Toyota, Unilever, Procter & Gamble, Philips, Sony, Compaq und Tesco.
Fertiggerichte, Holz und Textilien sind Bangkoks wichtigste Exportwaren. Die Stadt befindet sich in einer Tiefebene, in der überwiegend Reis angebaut wird, der dann in den Reismühlen Bangkoks, einem der wichtigsten Industriezweige, weiterverarbeitet wird. Weitere bedeutende industrielle Produkte sind unter anderem Lebensmittel und Kraftfahrzeuge sowie Textilien, Zement, Schmuck, Solarzellen und Solarmodule. Ferner gibt es hier eine rege Musik- und Filmindustrie.
Ölraffinerien und Werften gibt es in Bangkok zahlreiche. Die Stadt ist als Schmuck- und Juwelenhandelszentrum bekannt. Sie ist das weltweite Zentrum für die Aufarbeitung minderwertiger und die Herstellung synthetischer Steine. Relativ gering sind die im eigenen Land geförderten Saphire und Rubine, das meiste wird importiert.

#### Tourismus
Tourismus ist eine wichtige Einnahmequelle. Die Khaosan Road, in der Nähe des Palastkomplexes, ist der Treffpunkt für Rucksacktouristen aus aller Welt. Am anderen Ende des touristischen Spektrums verfügt Bangkok mit dem Hotel Oriental und dem Peninsula über Luxushotels, die seit Jahren zu den Besten der Welt gezählt werden.
Nach Angaben der Staatlichen Tourismusbehörde (TAT) besuchten 2006 Bangkok 36,2 Millionen Gäste. Das entspricht einem Wachstum von 3,83 % gegenüber 2005. Unter den Touristen waren 23,8 Millionen Thais (+5,45 %) und 12,4 Millionen Ausländer (+0,84 %). Die Zahl der Personen, die in einem Hotel, Gäste- oder Apartmenthaus übernachteten und der Polizei gemeldet wurden, lag 2006 bei 13,9 Millionen (+3,56 %). Darunter waren 3,2 Millionen Thais (+11,25 %) und 10,7 Millionen Ausländer (+1,46 %). Die meisten ausländischen Touristen in Bangkok kamen aus folgenden Ländern: Japan (1.495.912), Volksrepublik China (1.357.387), USA (682.083), Singapur (618.853), Großbritannien (494.990), Australien (442.982), Hongkong (442.632), Taiwan (433.269), Malaysia (370.188), Indien (361.156), Deutschland (343.922) und Südkorea (305.185).
Obwohl Prostitution wie in vielen anderen Ländern offiziell illegal ist, stellt das Gewerbe auch in Bangkok sowohl einen wichtigen Wirtschaftsfaktor als auch ein großes Problem dar. Sextouristen kommen vor allem aus Japan, Malaysia, Singapur, Taiwan, Australien, Europa, den arabischen Staaten und den USA nach Thailand. Die bekanntesten und berüchtigtsten Rotlichtbezirke in Bangkok sind Patpong, Nana Plaza und Soi Cowboy.
In Bangkok finden sich auch viele für die Wirtschaft des Landes arbeitende Institute, wie das Rice Research Institute.

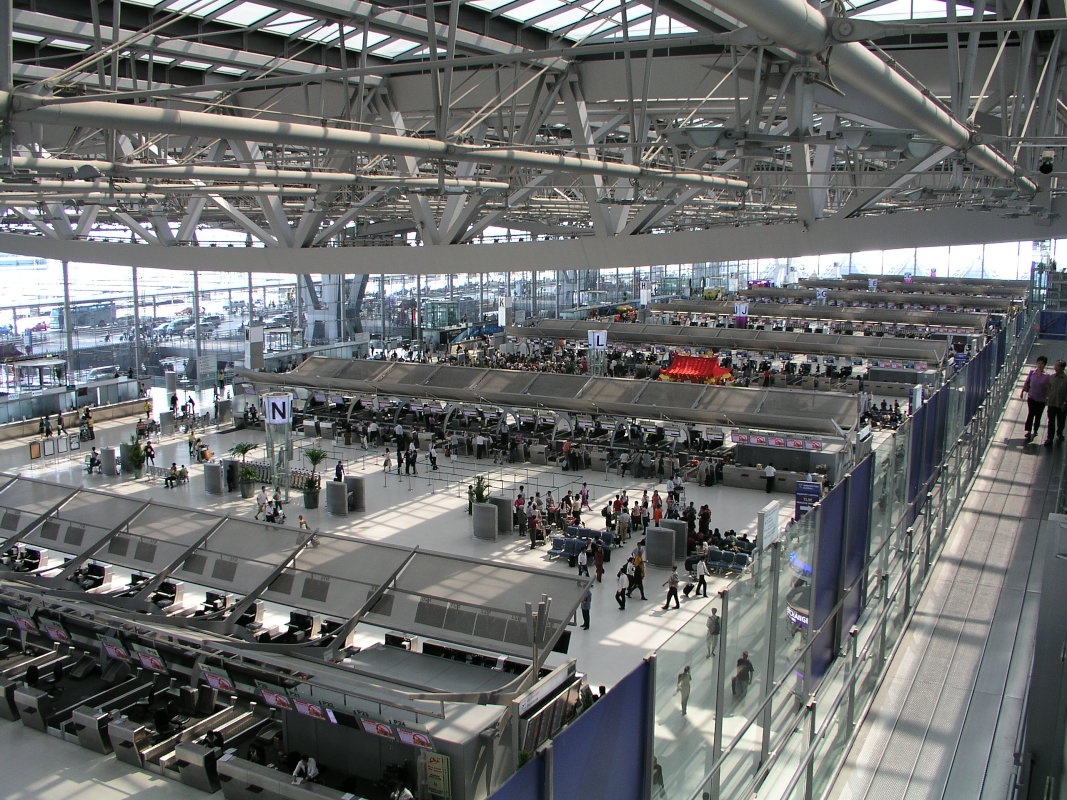
Suvarnabhumi International Airport, Abfertigungshalle

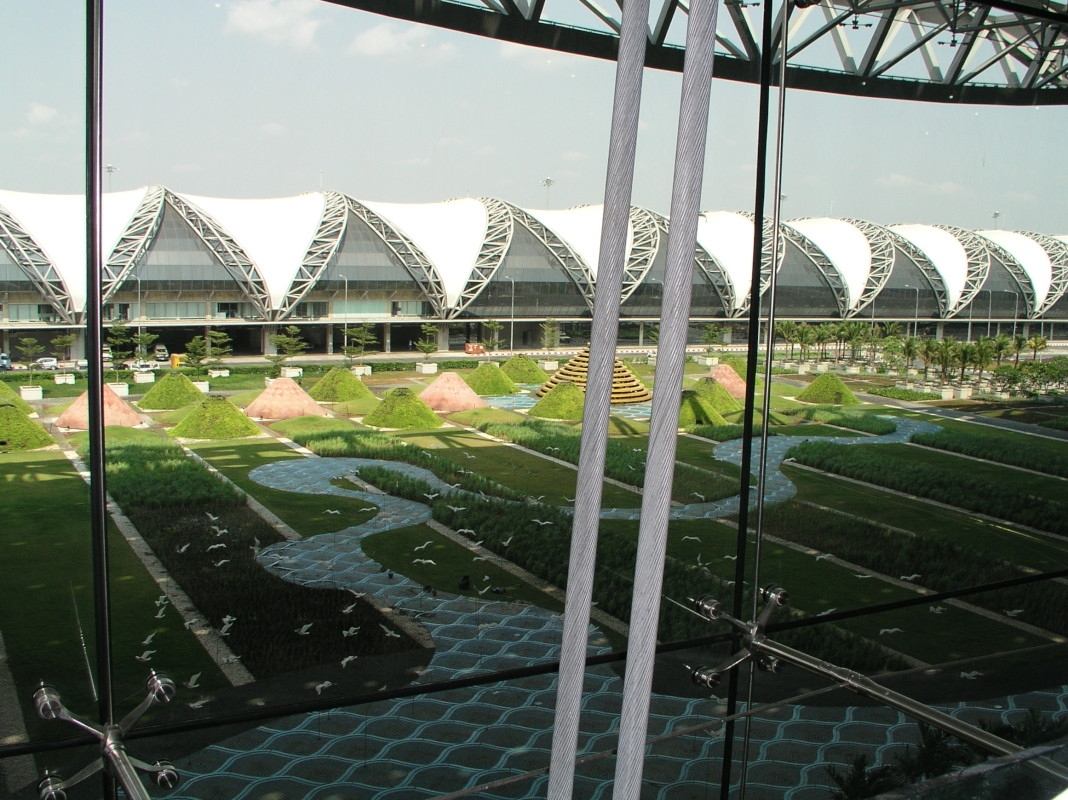
Suvarnabhumi International Airport

### Verkehr

#### Fernverkehr
Die Stadt ist wichtigster Knotenpunkt des Straßen- und Eisenbahnnetzes in Thailand.

##### Flugverkehr

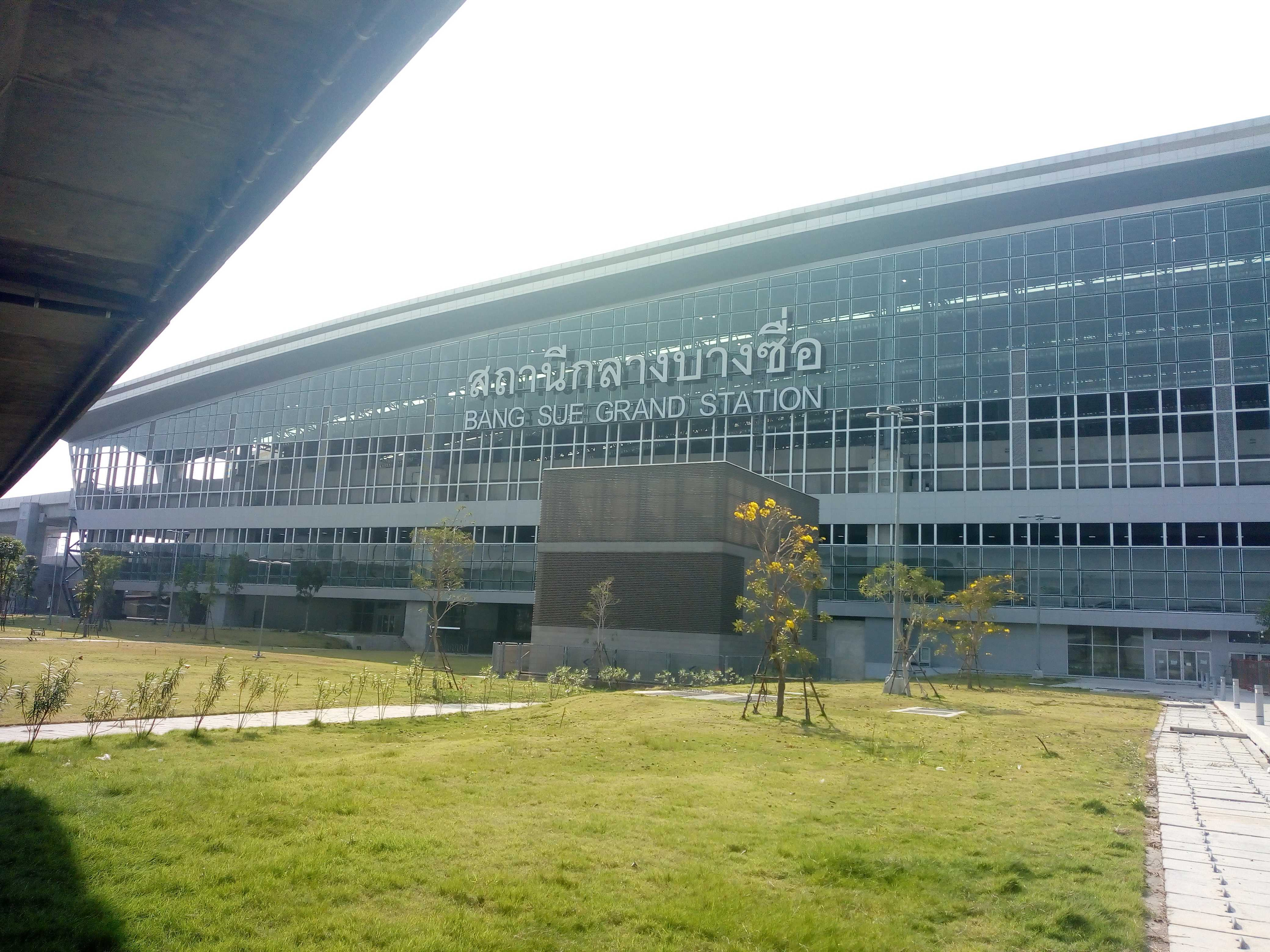
Bang Sue Grand Station (neuer Hauptbahnhof)

Bangkok ist Sitz eines für Südostasien bedeutenden internationalen Flughafens. Bis September 2006 war dies der Bangkok International Airport (Don Mueang), 22 Kilometer nördlich des Stadtzentrums.
Die Eröffnung des Suvarnabhumi Airport – der sich etwa 30 km östlich der Hauptstadt in der Gemeinde Bang Phli der Provinz Samut Prakan befindet und eine Passagierkapazität von 45 Millionen Fluggästen pro Jahr hat – fand baubedingt erst am 28. September 2006 statt. Der neue Suvarnabhumi Airport hat den Flughafencode „BKK“ vom alten Don Mueang Airport übernommen, dieser wurde vorerst nur noch von Charterflügen und Privatmaschinen angesteuert. Im Jahr 2011 hatte der Flughafen „BKK“ rund 47,5 Millionen Passagiere abgefertigt. Die Fahrt von Suvarnabhumi mit dem Taxi in die Innenstadt dauert in der Regel etwa 30 bis 60 Minuten, wobei bei extremen Verkehrsaufkommen zu Hauptverkehrszeiten auch bis zu drei Stunden eingeplant werden können. Seit 2010 besteht mit dem Suvarnabhumi Airport Railway Link (SARL) auch eine Schnellbahn-Verbindung zwischen Innenstadt und Flughafen.
Am 25. März 2007 wurde der alte Flughafen Don Mueang mit dem Flughafencode „DMK“ für Inlandsflüge wiedereröffnet. Seit dem 1. Oktober 2012 fliegt die Billigfluggesellschaft AirAsia anstelle des größeren Flughafens Bangkok Suvarnabhumi ausschließlich den Flughafen Don Mueang an.

##### Eisenbahnverkehr
Die erste Eisenbahnstrecke Thailands von Bangkok nach Pak Nam wurde am 11. April 1893 eröffnet. Am 21. Dezember 1900 stellte eine englische Gesellschaft die Eisenbahnverbindung Bangkok-Ayutthaya-Khorat fertig, anschließend baute man die Linie Bangkok-Ratchaburi-Petchaburi aus, die am 19. Juni 1903 fertig gestellt wurde.
Bis zur Eröffnung des neuen Hauptbahnhofs Bang Sue Grand Station im August 2021, fuhren die meisten Reisezüge von Hua Lamphong, dem Hauptbahnhof Bangkoks, Richtung Norden, Nordosten, Osten und Süden. Der alte Hauptbahnhof soll im Anschluss in ein Museum umgewandelt werden. Nach Kabin Buri fahren zudem Züge ab Makkasan Station. Züge Richtung Kanchanaburi und Mae Nam Khwae („River Kwai“) und einige langsame Züge in den Süden fahren vom Bahnhof in Bangkok Noi ab. Statt vom alten Bahnhofsgebäude starten die Züge von der New Station, zu der ein kostenloser Shuttle in fünf Minuten fährt. Für den Güterverkehr besteht am nördlichen Stadtrand der mechanisierte Rangier- und Güterbahnhof Bang Sue. Hierbei handelt es sich um einen der weltweit nur wenigen Rangierbahnhöfe in Meterspur.

##### Busverkehr
Bangkok hat drei Fernbusbahnhöfe, von denen die meisten Busse (außer einigen AC-Bussen und Minibussen) abfahren: Der östliche Busbahnhof (Richtung Ostküste) an der Thanon Sukhumvit, gegenüber der Einmündung der Soi Ekamai (daher auch kurz Ekamai genannt); der sehr große nördliche und nordöstliche Busbahnhof (kurz Mo Chit) an der Thanon Kamphaeng Phet 2 im Bezirk Chatuchak und der südliche Busbahnhof (kurz Sai Tai), südlich der Nationalstraße 338, an der Auffahrt der Thanon Borommaratchachonnani.

##### Seeverkehr

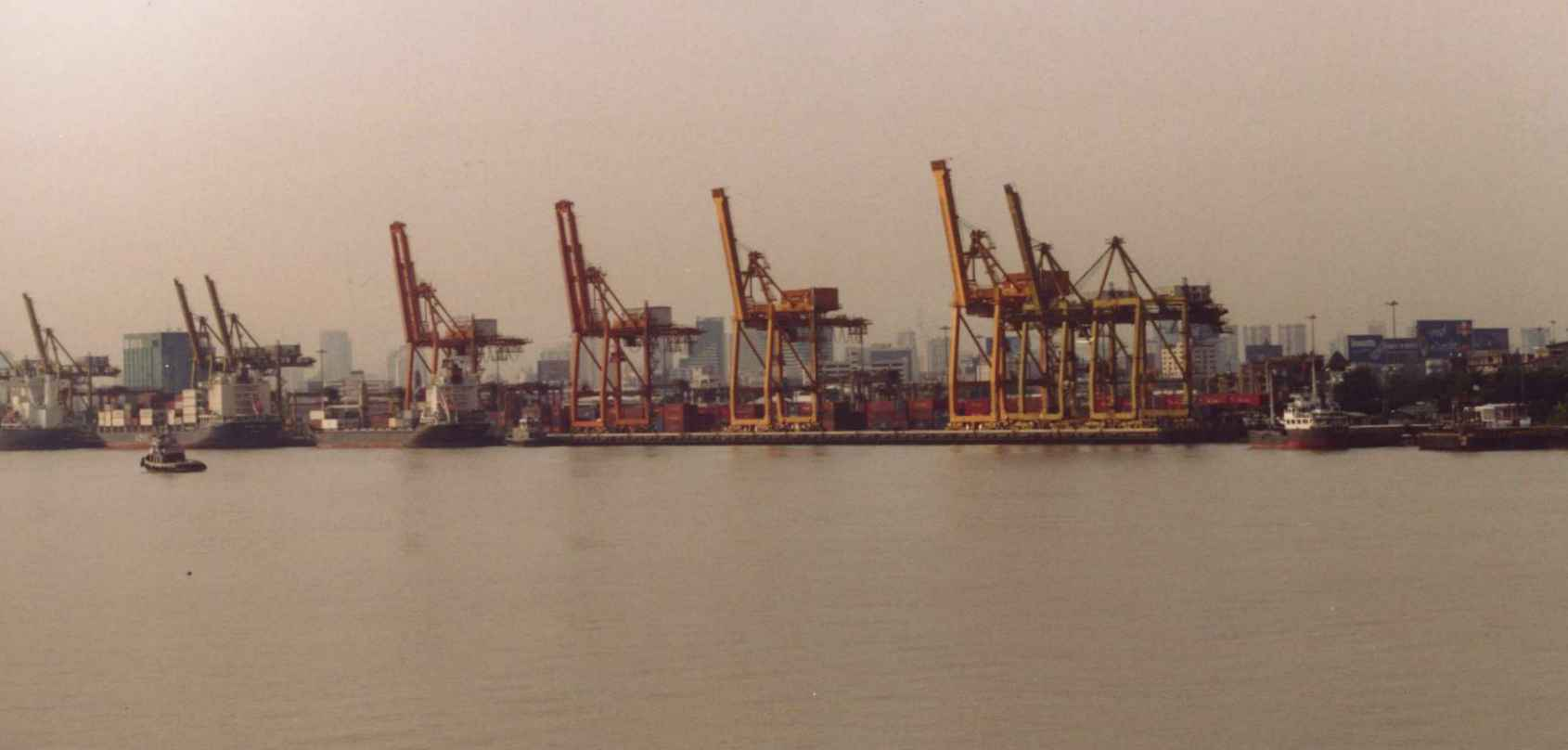
Hafenanlagen

Der Hafen von Bangkok liegt am linken (östlichen) Chao-Phraya-Ufer und belegt eine Fläche von mehr als 3,6 Quadratkilometern. Im Alltagsleben wird er Khlong Toei genannt, heißt aber eigentlich „Pak Nam“ (so viel wie Mündung, wörtlich Wassermund). Der Seehafen ist einer der größten Südostasiens. 2004 wurden 15,3 Millionen Tonnen Fracht umgeschlagen (2003: 14,6 Millionen). Bereits Ende des 19. Jahrhunderts bestanden regelmäßige Dampferverbindungen nach Hongkong, Singapur und Saigon.

#### Nahverkehr

##### Straßenverkehr
Allgemeines

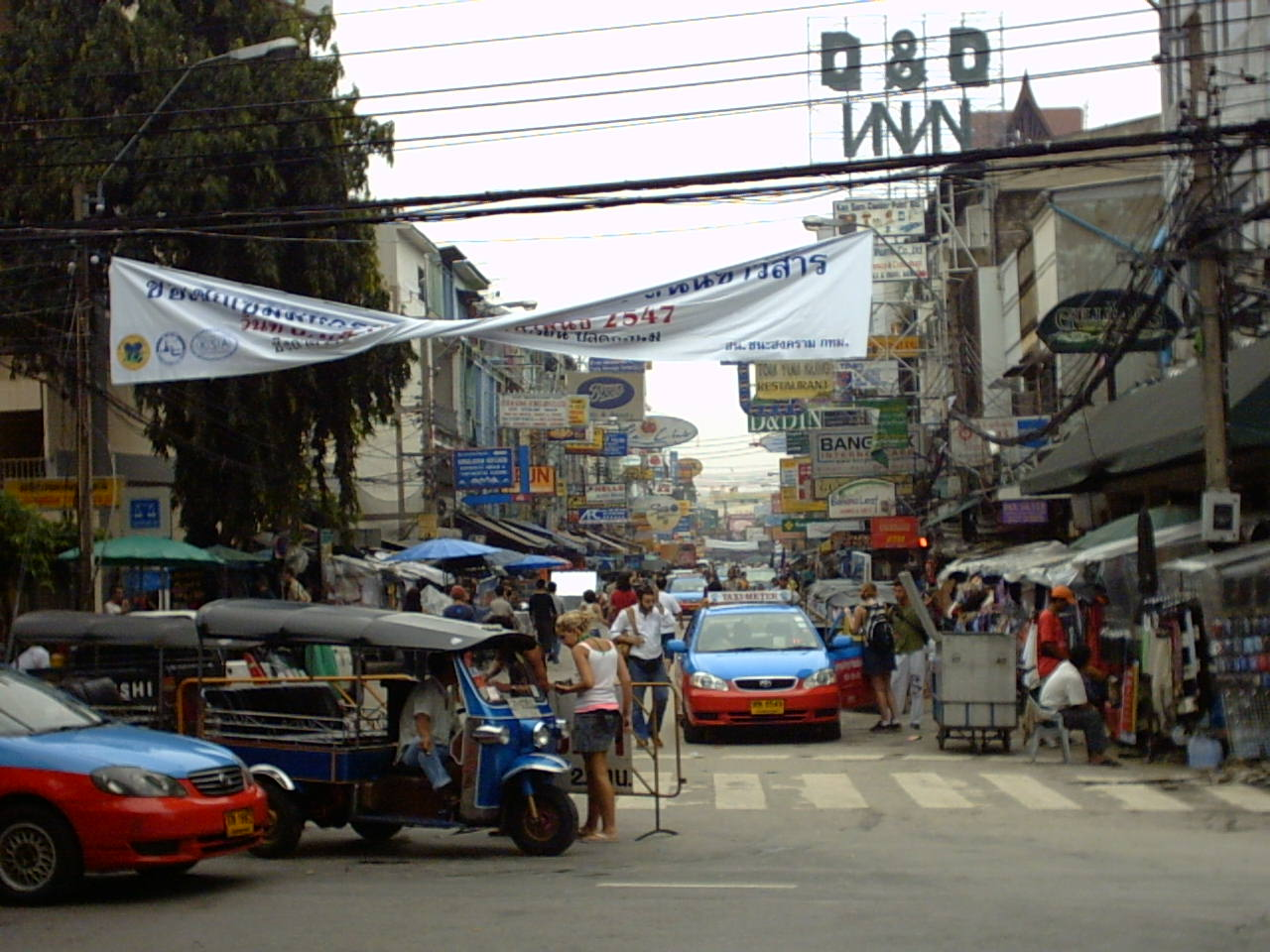
Tuk Tuk und Taxis in der Khaosan Road

Außerhalb der Rattanakosin-Insel wird der Straßenverkehr in Bangkok von Fernstraßen bestimmt, entlang derer die Stadt seit der Aufgabe der traditionellen Wasserstraßen, der Khlongs, gewachsen ist. Die dennoch zahlreich vorhandenen Wasserwege, deren Überbrückung nicht immer erschwinglich war, führen auch heute noch zu einer weit geringeren Vernetzung der Straßen, als es in vergleichbaren Großstädten üblich ist.
Viele Nebenstraßen sind bis heute aufgrund der fehlenden Brücken Sackgassen geblieben. Dies führt zu einem geringen Durchgangsverkehr in den betroffenen Wohnvierteln, aber damit auch zu einer höheren Verkehrsdichte auf den größeren Straßen. Die Nebenstraßen, auf denen Kfz-Verkehr möglich ist, werden Soi genannt. Sois haben alle einen eigenen Namen, die jedoch bei kleineren Nebenstraßen im täglichen Sprachgebrauch nur in seltenen Fällen verwendet werden. Meist wird die Soi-Nummer benannt, beispielsweise Sukhumvit Soi 16. Größere Nebenstraßen wiederum sind häufig nur mit dem Soi-Namen bekannt, beispielsweise Soi Ekkamai (เอกมัย) statt Sukhumvit Soi 63.
Auf errichteten Radwegen nimmt Radverkehr etwas zu, wird 2019 berichtet.
Verkehrsbelastung

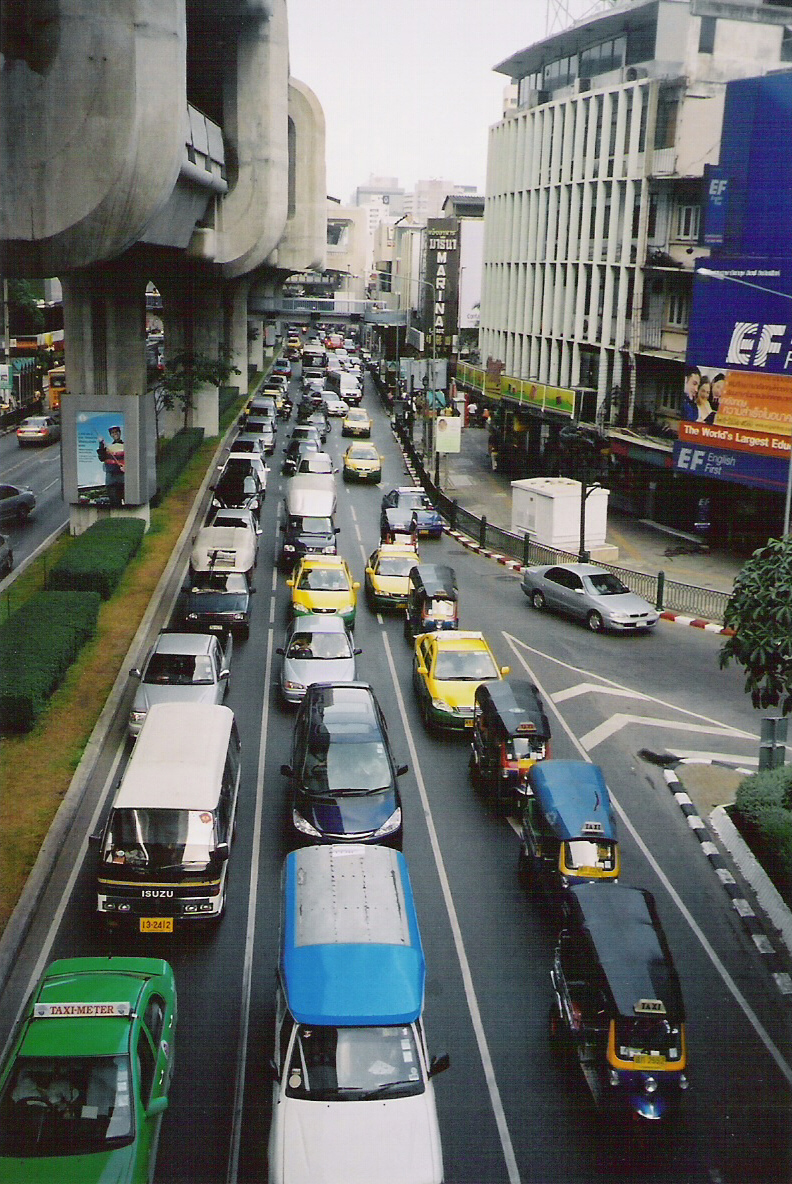
Siam Square (Rama-I.-Straße)

In den 1970er Jahren haben europäische Stadtplaner ohne großen Erfolg versucht, das chronische Verstopfungs-Problem von Bangkoks Straßen mit modernen Brückenkonstruktionen zu beseitigen. In den 1980er Jahren wurde ein umfangreiches Einbahnstraßensystem eingerichtet. Busse erhielten während der Hauptverkehrszeit eine eigene Busspur, wo sie auch in Einbahnstraßen in beide Richtungen fahren können. Erst die Errichtung zahlreicher mautpflichtiger Hochstraßen und zusätzlicher Brücken (englisch fly-over), sowie die Errichtung einer elektrischen Hochbahn, der sogenannten „Bangkok Skytrain“ (BTS), und der Metro (MRT) haben eine gewisse Besserung erreicht.
Öffentlicher Nahverkehr
Der straßengebundene öffentliche Nahverkehr wird gegenwärtig überwiegend von dieselbetriebenen Stadtbussen bewältigt, die ein dichtes Busnetz bilden, das praktisch jeden Winkel der Stadt abdeckt. Es werden Stadtbusse unterschiedlicher Klassen eingesetzt: Busse mit Klimaanlage, Busse mit Ventilator und Busse mit offenen Fenstern (von den Thai spöttisch air thammachat, „Natur-Klimaanlage“, genannt). 2010 wurde zusätzlich eine neue Buslinie (BRT) eingeführt, die einen Großteil der Strecke auf extra abgetrennten Busspuren zurücklegt.
Individualverkehr wird vorwiegend durch die zahlreichen Taxis, Motorradtaxis und Tuk Tuks (offene Motorroller mit Sitzbank) abgewickelt, die Fahrgäste durch die Stadt befördern. Insbesondere die Tuk Tuks haben vor allem in der Vergangenheit das Stadtbild Bangkoks erheblich geprägt und sind noch immer eine besondere Touristenattraktion. In ihrer Funktion werden sie jedoch mittlerweile von den Motorradtaxis abgelöst.

##### Schienenverkehr

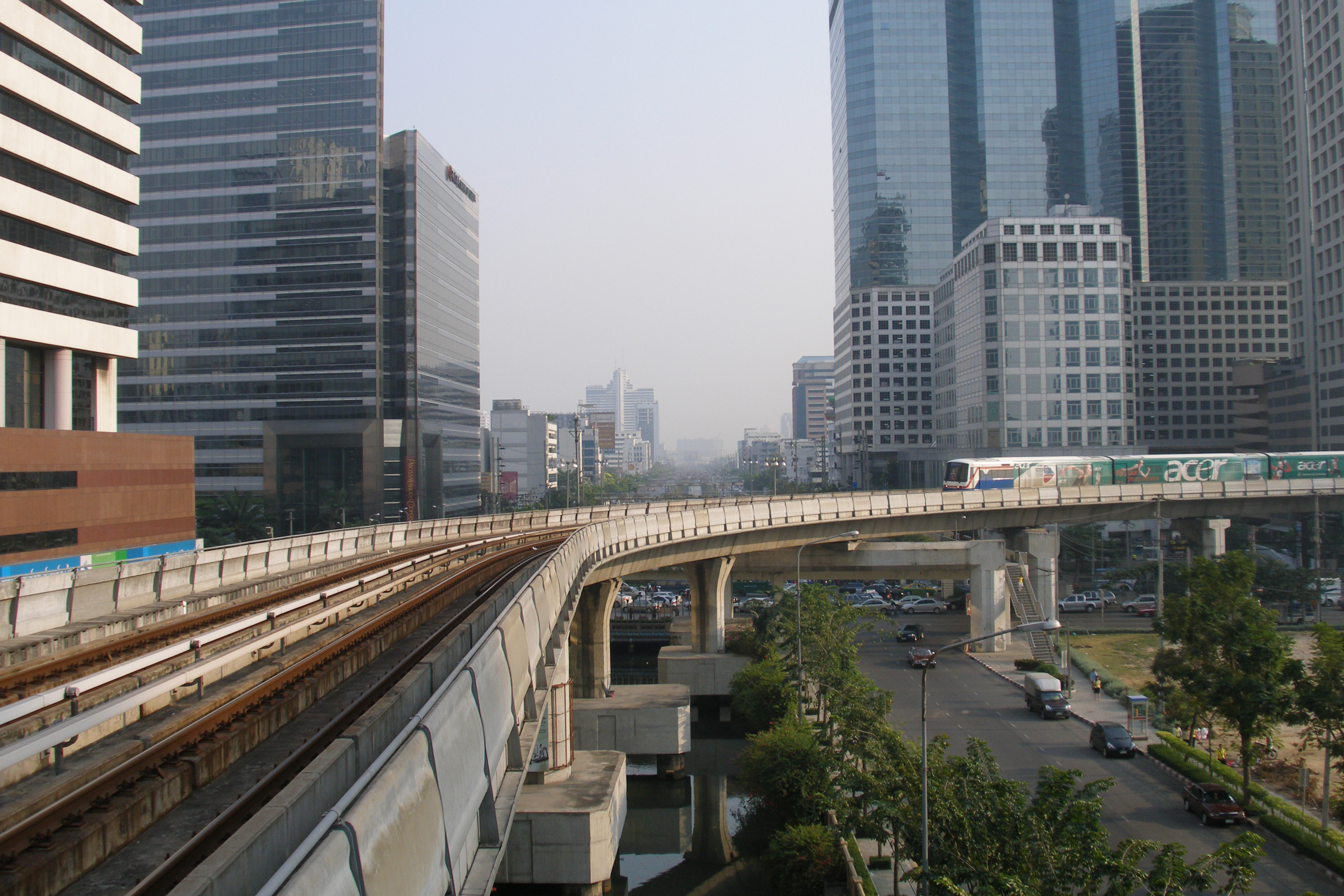
Bangkok Skytrain

Am 22. September 1888 fuhr die Straßenbahn Bangkok als erstes als Pferdestraßenbahn und ab 1. Februar 1893 als erstes als elektrische Straßenbahn in Bangkok. Der Verkehr wurde am 1. Oktober 1968 eingestellt. Bis Ende der 1990er Jahre verfügte Bangkok über kein schienengebundenes Massentransportmittel. Durch den Aufbau eines Schnellbahnnetzes versucht man dem Verkehrschaos Herr zu werden, nachdem in den Jahrzehnten zuvor eher auf Ausbau des Straßenverkehrsnetzes gesetzt wurde.
Am 5. Dezember 1999 nahm die Hochbahn Bangkok Skytrain, das erste öffentliche Schnellbahnprojekt der Stadt, ihren Betrieb auf. Sie verkehrt auf zwei Linien mit 32 Kilometer Länge und 30 Stationen. Es war die erste elektrisch betriebene Bahn mit Europäischer Normalspur (1435 Millimeter Spurweite) und befördert derzeit 250.000 Fahrgäste pro Tag. Beide Linien kreuzen sich am Umsteigebahnhof Siam am belebten Siam Square.
Am 3. Juli 2004 wurde der erste Streckenabschnitt der Bangkok Metro eröffnet. Er ist 21 Kilometer lang, führt über 18 Bahnhöfe und besitzt dieselbe elektrische und technische Ausrüstung wie der Skytrain. Umsteigemöglichkeiten zur Skytrain bestehen in Si Lom/Saladaeng, Sukhumvit/Asok und Chatuchak/Mo Chit. Die Kapazität pro Fahrtrichtung beträgt circa 40.000 Fahrgäste pro Stunde. In Planung sind Erweiterungen nach Norden bis Charansanitwongse und Tha Phra, nach Süden bis nach Bang Khae, mit einer möglichen Ausführung als Ringstrecke.
Am 5. Dezember 2009 wurde der Suvarnabhumi Airport Rail Link eröffnet. Die auf Stelzen geführte Hochbahn ist eine Stadtbahn im Öffentlichen Personennahverkehr von Bangkok, die den Flughafen Bangkok-Suvarnabhumi mit der Innenstadt Bangkoks verbindet. Betreiber ist die staatliche Eisenbahngesellschaft Thailands, die State Railway of Thailand (SRT).
Mit den SRT Red Lines bestehen zwei am 2. August 2021 eröffnete meterspurige Vorortbahnen, die vom Bahnhof Bang Sue, wo Anschluss an die blaue Linie der Metro, zu zahlreichen Buslinien sowie zu Fernverkehrszügen besteht und welcher den bisherigen Hauptbahnhof ersetzen soll, nach Rangsing und Taling Chan, welche elektrifiziert sind und eine Höchstgeschwindigkeit von bis zu 160 km/h erreichen. Daneben gibt es dieselbetriebene Vorortzüge von Hua Lamphong nach Lop Buri, Kaeng Koi, Prachin Buri und Suphanburi, von Thon Buri nach Ratchaburi sowie zwischen Wongwian Yai und Maekong mit Fährbetrieb zwischen Machachai und Ban Laem.
Die Einschienenbahn Bangkok ergänzt seit 2023 das U-Bahn-System.

##### Schiffsverkehr

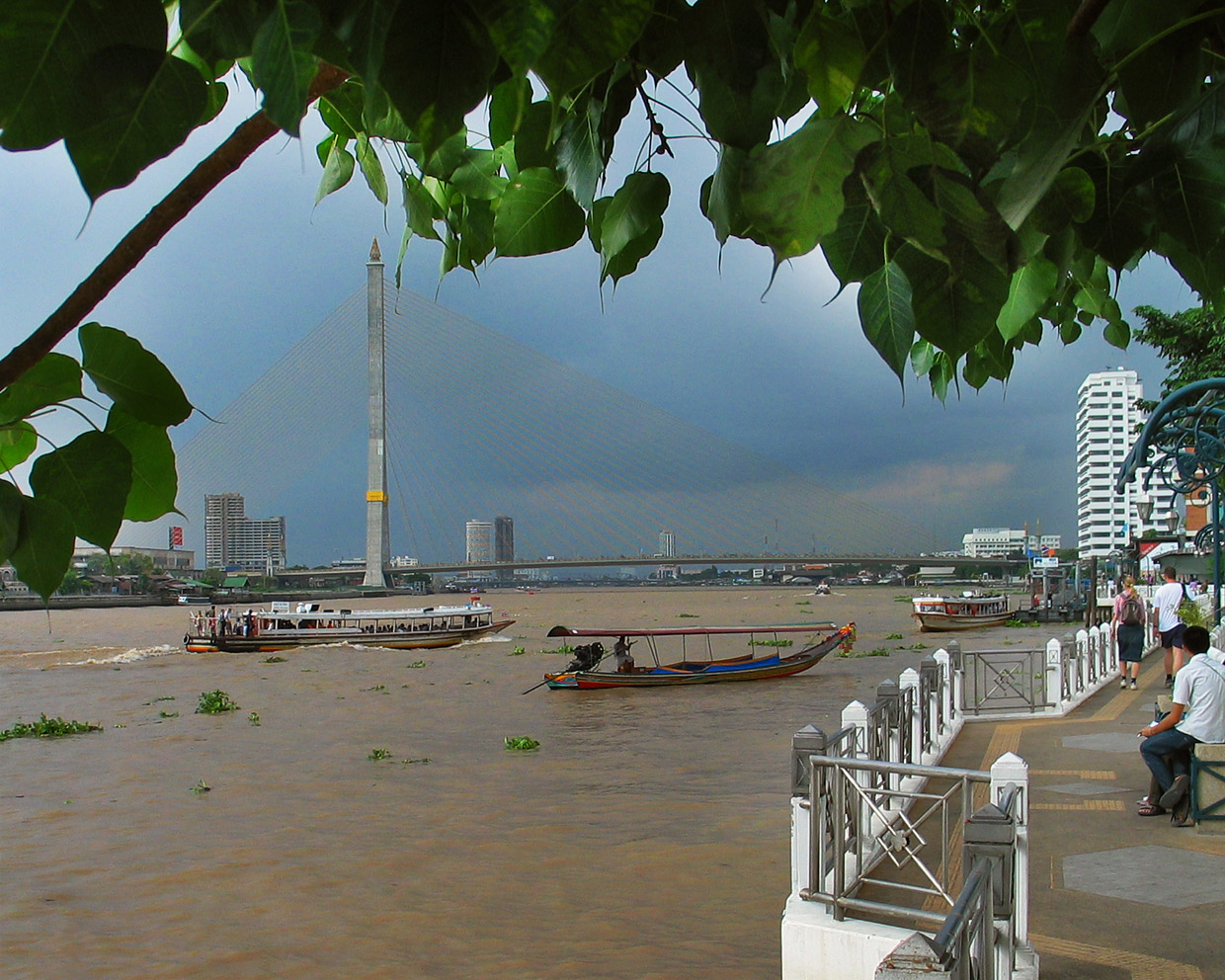
Chao Phraya Expressboot (links) und Ruea Hang Yao (Mitte) vor der Rama-VIII.-Brücke

Personenfähren (Thai: เรือยนต์ข้ามฟาก) – kleine, relativ hohe Boote mit Dach – überqueren von zahlreichen Piers aus den Mae Nam Chao Phraya. Allerdings stimmen die Anlegestellen nicht mit den Piers der Expressboote überein.
Die langen „Expressboote“ (เรือด่วนเจ้าพระยา) mit vielen Sitzplätzen verkehren auf dem Mae Nam Chao Phraya über 18 Kilometer zwischen Nonthaburi (Norden) und Krung-Thep-Brücke (Süden) sowie flussaufwärts über Nonthaburi hinaus bis Pak Kret.
Ruea Hang Yao (เรือหางยาว, wörtl.: Langschwanzboote, sogenannt, weil sie von einem Außenbordmotor an einer langen Stange angetrieben werden) – schmale Boote mit Sitzplätzen für etwa 15 Personen. Sie verkehren regelmäßig im Linienverkehr auf den Khlongs von Bangkok und Thonburi. Sie werden vor allem von Pendlern genutzt, um in die Vororte zu gelangen.

### Bildung

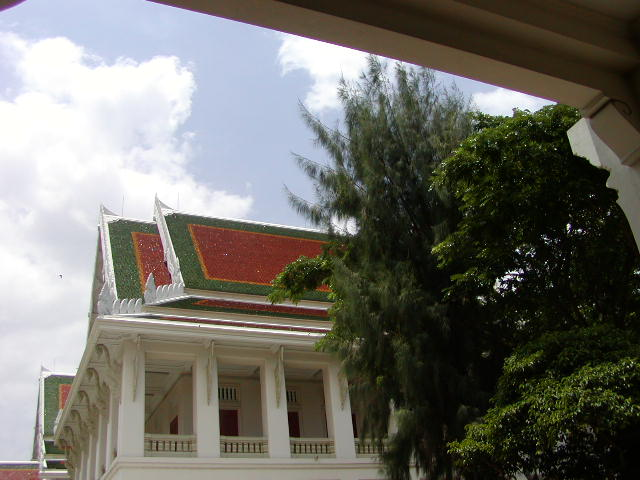
Chulalongkorn-Universität

Bangkok beherbergt verschiedene technische Institute, mehrere Hoch- und Fachschulen und sechs Universitäten, von denen zwei im weltweiten Forschungsverbund eingegliedert sind: die Chulalongkorn-Universität und die Thammasat-Universität. Nahe dem Wat Phra Kaeo befindet sich die Kunstakademie, die 1921 gegründete Silpakorn-Universität.
Die Chulalongkorn-Universität (benannt nach Rama V. Chulalongkorn) ist eine der ältesten Universitäten Thailands. Sie wurde am 26. März 1917 von König Rama VI. Vajiravudh gegründet, nachdem sie seit 1899 als Verwaltungsfachschule existierte. Von Beginn an legte man sehr viel Wert auf die studentische Selbstverwaltung. Heute (2023) lernen über 40.000 Studenten an der Universität, die Zahl der akademischen Mitarbeiter betrug 2019 etwa 4.000.
Die Thammasat-Universität wurde am 27. Juni 1934 als „Universität der moralischen Wissenschaft und Politik“ gegründet und wird heute noch „Universität des Volkes“ genannt, weil sie sich besonders um einen Hochschulzugang für alle Menschen des Landes bemüht. Seit 1934 haben etwa 240.000 Studenten an der Universität studiert, von denen einige Premierminister von Thailand, Präsidenten des Obersten Gerichts, Parlamentsmitglieder, Senatoren und erfolgreiche Geschäftsleute geworden sind.
Die Kasetsart-Universität (benannt nach dem Zweck der Universität) ist eine der berühmten Universitäten und war die erste thailändische landwirtschaftliche Universität. Sie wurde am 2. Februar 1943 gegründet, nachdem sie seit 1914 als pädagogische Fachhochschule existierte. Heute lernen circa 47.000 Studenten an der Universität, die Zahl der akademischen Mitarbeiter beträgt etwa 5.200.
Der Thailand Research Fund im Khet Phaya Thai organisiert die Forschungs- und Entwicklungsarbeiten des Landes.

## Persönlichkeiten

### Söhne und Töchter der Stadt
Mitglieder des Königshauses:

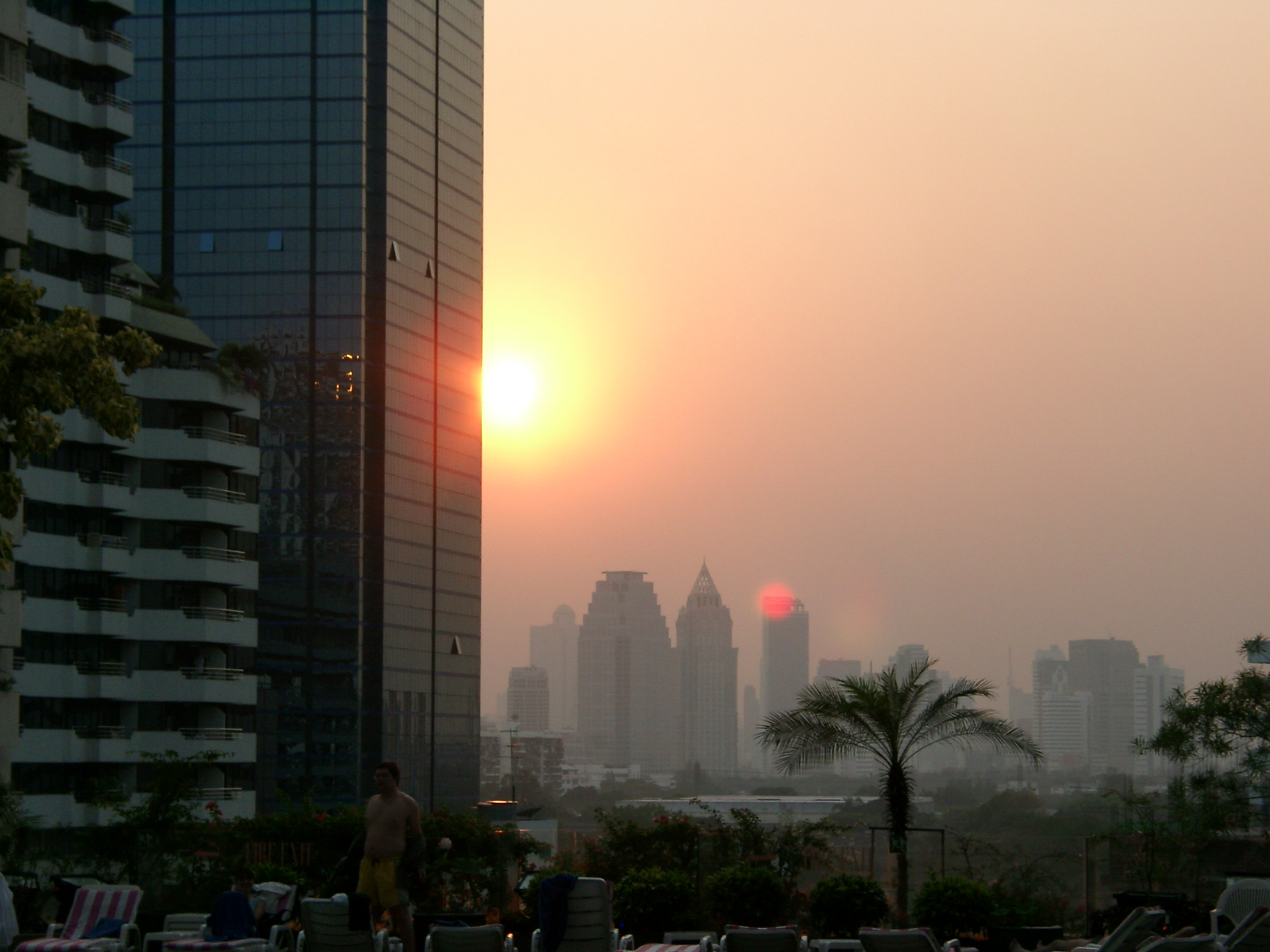
Sonnenuntergang

- Rama IV. Mongkut (1804–1868), König von Siam (1851–1868)
- Rama V. Chulalongkorn (1853–1910), König von Siam (1868–1910)
- Prinz Damrong Rajanubhab (1862–1943), Innenminister Thailands
- Rama VI. Vajiravudh (1880–1925), König von Siam (1910–1925)
- Prinz Abhakorn Kiartiwongse (1880–1923), Admiral und Arzt
- Prinz Mahidol Adulyadej (1892–1929), Vater der Könige Ananda Mahidol und Bhumibol Adulyadej, Arzt
- Rama VII. Prajadhipok (1893–1941), König von Siam (1925–1935)
- Sirikit (* 1932), Königin von Thailand
- Rama IX Bhumibol Adulyadej (1927–2016), König von Siam (1946–2016)
- Rama X Maha Vajiralongkorn (* 1952), seit dem 13. Oktober 2016 amtierender König von Thailand

Hotel und Gastronomie:
- Norbert Kostner (1945), italienischer Koch im Hotel Oriental in Bangkok

Kunst und Kultur:
- Diego von Bergen (1872–1944), deutscher Diplomat
- Pin Malakul (1903–1995), Schriftsteller und Pädagoge
- William Schiøpffe (1926–1981), dänischer Jazzmusiker
- Sippanondha Ketudat (1931–2006), Physiker und Politiker
- Emmanuelle Arsan (1932–2005), Schriftstellerin und Schauspielerin
- Amorn Surangkanjanajai (* 1953), Schauspieler
- Thongchai „Bird“ McIntyre (* 1958), Sänger und Schauspieler
- Pen-Ek Ratanaruang (* 1962), Filmregisseur und Drehbuchautor
- Chintara Sukapatana (* 1965), Schauspielerin
- Apichatpong Weerasethakul (* 1970), Filmregisseur, Drehbuchautor und Filmproduzent
- Philipp Gut (* 1971), Schweizer Journalist und Buchautor
- Tata Young (* 1980), Schauspielerin
- Martin Kaul (* 1981), Journalist
- Paula Taylor (* 1983), britisch-thailändische Schauspielerin, Fotomodell
- Mario Maurer (* 1988), Fotomodell und Schauspieler
- Lalisa Manoban (* 1997), Sängerin und Model

Politik:
- Phraya Manopakorn Nititada (1884–1948), Justizbeamter erster Premierminister von Thailand (1932/1933)
- Phraya Phahon Phonphayuhasena (1887–1947), General, Premierminister von Thailand (1933–1938)
- Prinz Wan Waithayakon (1891–1976), Diplomat, thailändischer UN-Botschafter, Präsident der 11. UN-Generalversammlung, Außenminister
- Thawi Bunyaket (1904–1971), Politiker; Landwirtschaftsminister und Premierminister von Thailand (1945)
- Pote Sarasin (1905–2000), Diplomat, Premierminister von Thailand (1957) und Generalsekretär der SEATO (1957–1963)
- Sanya Dharmasakti (1905–2002), Jurist, Präsident des Obersten Gerichtshofs, Premierminister (1973–1975)
- Seni Pramoj (1905–1997), Politiker, Premierminister (1945–1946, 1975/1976)
- Sarit Thanarat (1908–1963), Premierminister von Thailand (1959–1963)
- Rak Panyarachun (1914–2007), stellvertretender Außenminister (1955 bis 1957)
- Upadit Pachariyangkun (1920–2012), Außenminister von Thailand (1976–1980)
- Kriangsak Chomanan (1917–2003), General, Premierminister von Thailand (1977–1980)
- Chatichai Choonhavan (1920–1998), Premierminister von Thailand (1988–1991)
- Thanin Kraivichien (1927–2025), Premierminister (1976/1977), Mitglied des Kronrats
- Anand Panyarachun (* 1932), Diplomat und Manager, Premierminister von Thailand (1991/1992)
- Surayud Chulanont (* 1943), General und Premierminister Thailands (2006–2008)

Religion:
- George Yod Phimphisan (1933–2017), römisch-katholischer Ordensgeistlicher und Bischof von Udon Thani

Sport:
- Erik Tegner (1896–1965), dänischer Tennisspieler
- Prinz Birabongse Bhanutej („Prinz Bira“, 1914–1985), Automobilrennfahrer
- Nat Indrapana (1938–2018), IOC-Mitglied
- Teerasak Po-on (* 1958), Fußballtrainer und -spieler
- Khunying Patama Leeswadtrakul (* 1965), IOC-Mitglied
- Pairoj Borwonwatanadilok (* 1967), Fußballspieler und Fußballtrainer
- Phayong Khunnaen (* 1967), Fußballtrainer
- James Wattana (* 1970), Snookerspieler
- Natipong Sritong-in (* 1972), thailändisch-französischer Fußballtrainer und -spieler
- Patanapong Sripramote (* 1974), Fußballtrainer und -spieler
- Eric Koston (* 1975), professioneller Skateboarder
- Narong Wisetsri (* 1976), Fußballspieler
- Paradorn Srichaphan (* 1979), Tennisspieler
- Theerawesin Seehawong (* 1980), Fußballspieler und -trainer
- Jutamass Tawoncharoen (* 1981), Leichtathletin
- Danai Udomchoke (* 1981), Tennisspieler
- Sanchai Ratiwatana (* 1982), Tennisspieler
- Sonchat Ratiwatana (* 1982), Tennisspieler
- Anucha Kitphongsri (* 1983), Fußballspieler
- Kritnaphop Mekpatcharakul (* 1983), Fußballspieler
- Thritthi Nonsrichai (* 1983), Fußballspieler
- Nongnuch Sanrat (* 1983), Leichtathletin
- Wachara Sondee (* 1983), Leichtathlet
- Sangwan Jaksunin (* 1984), Leichtathletin
- Pakasit Saensook (* 1984), Fußballspieler
- Nopphon Phon-adom (* 1985), Fußballspieler
- Santiphap Siri (* 1985), Fußballspieler
- Tadpong Lar-tham (* 1986), Fußballspieler
- Pavarit Saensook (* 1987), Fußballspieler
- Sittipan Chumchuay (* 1988), Fußballspieler
- Tassaporn Wannakit (* 1989), Leichtathletin
- Woranet Tornueng (* 1990), Fußballspieler
- Kittisak Boontha (* 1992), Fußballspieler
- Nattakit Fongwitoo (* 1993), Fußballspieler
- Cee Nantana Ketpura (* 1993), Badmintonspielerin
- Surawich Logarwit (* 1993), Fußballspieler
- Rawinda Prajongjai (* 1993), Badmintonspielerin
- Pathomtat Sudprasert (* 1993), Fußballspieler
- Tinn Isriyanet (* 1993), Badmintonspieler
- Taravadee Naraphornrapat (* 1994), Beachvolleyballspielerin
- Itthipol Yodprom (* 1994), Fußballspieler
- Wishaya Trongcharoenchaikul (* 1995), Tennisspieler
- Panupan Juheang (* 1996), Fußballspieler
- Peerapong Srinok (* 1996), Fußballspieler
- Meechok Marhasaranukun (* 1997), Fußballspieler
- Kantaphon Wangcharoen (* 1998), Badmintonspieler
- Yuthapichai Lertlam (* 1999), Fußballspieler
- Kantaphat Manpati (* 1999), Fußballspieler
- Korrakot Pipatnadda (* 1999), Fußballspieler
- Supanut Suadsong (* 1999), Fußballspieler
- Thanadol Kaosaart (* 2001), Fußballspieler
- Thanathorn Namchan (* 2001), Fußballspieler
- Rattanachat Niamthaisong (* 2001), Fußballspieler
- Kasidit Samrej (* 2001), Tennisspieler
- Mai Napatt Nirundorn (* 2002), Tennisspielerin
- Payanat Thodsanid (* 2002), Fußballspieler
- Thonthan Chim-ong (* 2003), Fußballspieler
- Janista Jinantuya (* 2003), Fußballspielerin
- Arisa Weruwanarak (* 2003), Leichtathletin
- Carl Wattana Bennett (* 2004), Autorennfahrer
- Kasidej Rungkitwattananukul (* 2004), Fußballspieler
- Puttipat Kaewsawad (* 2005), Fußballspieler

Wirtschaft:
- Dhanin Chearavanont (* 1938), Unternehmer
- Pita Limjaroenrat (* 1980), Unternehmer und Politiker
- Charoen Sirivadhanabhakdi (* 1944), Unternehmer
- Vichai Srivaddhanaprabha (1958–2018), Unternehmer

Wissenschaft:
- Sulak Sivaraksa (* 1933), Sozialwissenschaftler, Träger des Alternativen Nobelpreises
- Beatrice Heuser (* 1961), Historikerin, Politikwissenschaftlerin und Hochschullehrerin
- Peter Zinoman (* 1965), Historiker
- Ulrike Brandt-Bohne (* 1977), deutsche Biologin und Fernsehmoderatorin

Sonstiges:
- Jens Söring (* 1966), deutscher Staatsbürger, wegen Doppelmordes in Virginia (USA) inhaftiert gewesen